# Impeachment de Dilma Rousseff
O impeachment de Dilma Rousseff consistiu em um processo iniciado com vistas ao impedimento da continuidade do mandato de Dilma Rousseff como presidente da República Federativa do Brasil. O processo iniciou-se com a aceitação, em 2 de dezembro de 2015, pelo presidente da Câmara dos Deputados, Eduardo Cunha, de uma denúncia por crime de responsabilidade oferecida em 15 de outubro de 2015 pelo procurador de justiça aposentado Hélio Bicudo e pelos advogados Miguel Reale Júnior e Janaina Paschoal, e se encerrou no dia 31 de agosto de 2016, resultando na cassação do mandato de Dilma. Assim, Dilma Rousseff tornou-se a quarta pessoa a exercer o cargo de Presidente da República a sofrer impeachment no Brasil, depois de Fernando Collor, Café Filho e Carlos Luz.
As acusações versaram sobre desrespeito à lei orçamentária e à lei de improbidade administrativa por parte da presidente, além de lançarem suspeitas de envolvimento em atos de corrupção na Petrobras, que eram objeto de investigação pela Polícia Federal, no âmbito da Operação Lava Jato. Havia, no entanto, juristas que contestavam a denúncia dos três advogados, afirmando que as chamadas "pedaladas fiscais" não caracterizaram improbidade administrativa e que não existia qualquer prova de envolvimento da presidente em crime doloso que pudesse justificar o impeachment.
A partir da aceitação do pedido, formou-se uma comissão especial na Câmara dos Deputados, a fim de decidir sobre a sua admissibilidade. O roteiro começou com os depoimentos dos autores do pedido e teve seguimento com a apresentação da defesa de Dilma. Enquanto isso, manifestações de rua a favor e contra o impedimento ocorriam periodicamente em todo o país.
O relatório da comissão foi favorável ao impedimento da presidente Dilma: 38 deputados aprovaram o relatório e 27 se manifestaram contrários. Em 17 de abril, o plenário da Câmara dos Deputados aprovou o relatório com 367 votos favoráveis e 137 contrários. O parecer da Câmara foi imediatamente enviado ao Senado, que também formou a sua comissão especial de admissibilidade, cujo relatório foi aprovado por 15 votos favoráveis e 5 contrários. Em 12 de maio o Senado aprovou por 55 votos a 22 a abertura do processo, afastando Dilma da presidência até que o processo fosse concluído. Neste momento, o vice-presidente Michel Temer assumiu interinamente o cargo de presidente. Em 31 de agosto de 2016, Dilma Rousseff foi afastada do cargo de Presidente da República após três meses de tramitação do processo iniciado no Senado, que culminou com uma votação em plenário resultando em 61 votos a favor e 20 contra o impedimento. Porém, em seguida, o Senado rejeitou, por 42 votos a 36, a inabilitação de Dilma para exercer cargos públicos por oito anos, conforme previa a constituição.

## Contexto

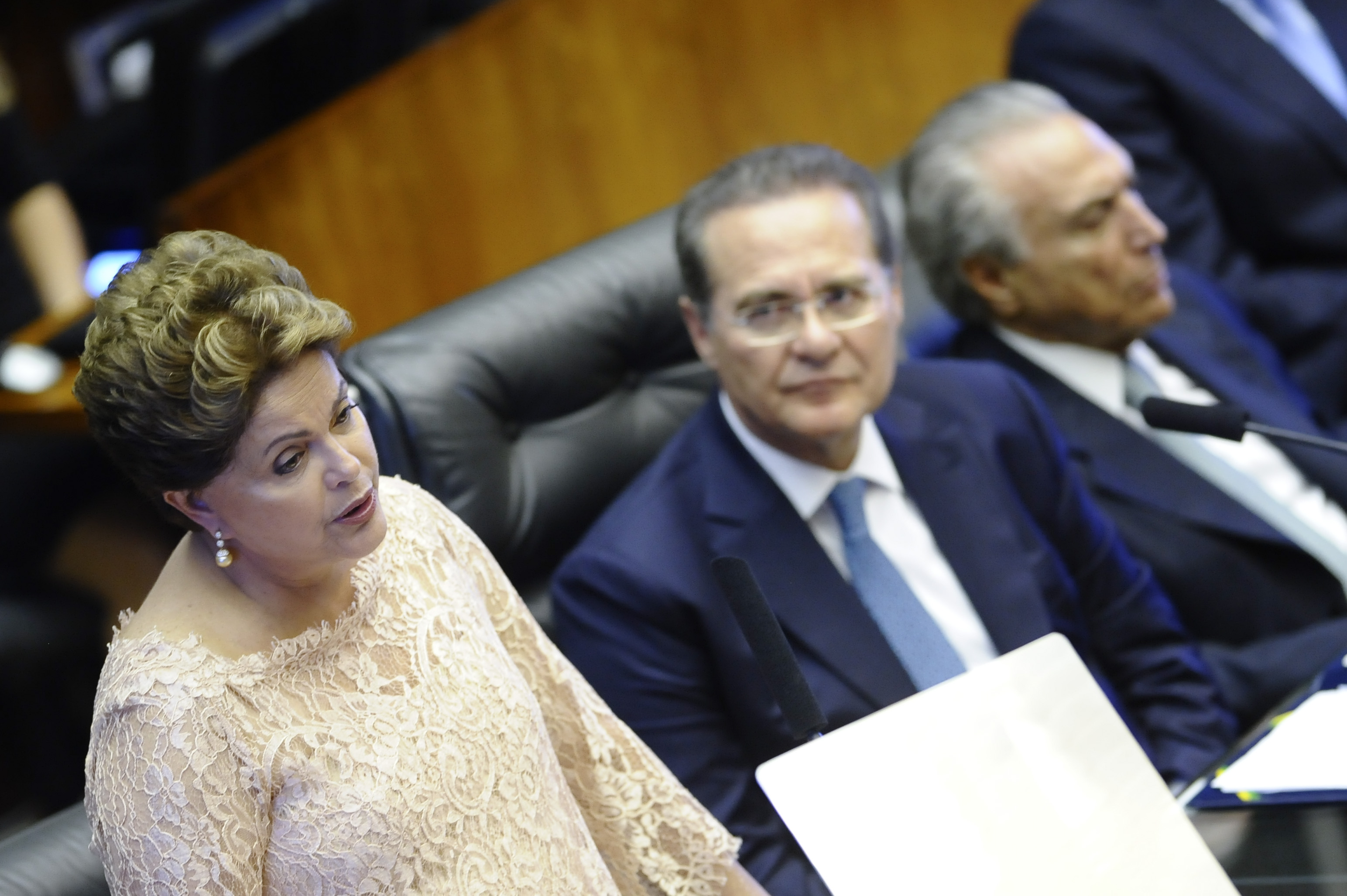
Dilma Rousseff discursando na cerimônia de posse de seu segundo mandato, em 1º de janeiro de 2015. Atrás dela estão o Presidente do Senado, Renan Calheiros, e o Vice-presidente da República, Michel Temer.

A presidente Dilma Rousseff e o vice-presidente Michel Temer foram reeleitos no segundo turno da eleição presidencial de 2014 com 51,64% dos votos válidos, sendo esta a eleição presidencial mais acirrada da história do país até então, o que gerou insatisfação entre os oposicionistas e parte da população. Em 2015, Dilma iniciou seu segundo mandato enfraquecida devido à crise política e à e crise econômica que surgia. O desemprego começava a subir e uma forte recessão se avizinhava, cujos sinais já foram percebidos em 2014 devido ao baixo crescimento do produto interno bruto (PIB) naquele ano. Devido a esses fatores, Dilma atingiu 9% de aprovação em uma pesquisa do Ibope realizada em julho de 2015, o mais baixo índice para um presidente até então. A partir de março, diversos protestos contra o governo reuniam centenas de milhares de pessoas em todo o país para pedir, entre outras demandas, o impeachment ou a renúncia da presidente.
Contudo, as razões para a abertura do processo de impeachment de Dilma iam além. O Presidente da Câmara dos Deputados, Eduardo Cunha, era investigado na Operação Lava Jato da Polícia Federal, sob denúncias de ter recebido propinas da Petrobras e de manter contas secretas na Suíça. Consequentemente, Cunha corria o risco de perder o seu mandato, pois o Conselho de Ética da Câmara movia um processo contra ele. Surgiram boatos sobre tentativas de acordo entre o deputado e os petistas, a fim de encerrar esse processo, os quais ele desmentia vigorosamente. Quando os petistas anunciaram o seu apoio à perda do mandato de Cunha no Conselho de Ética, ele teria aceitado o pedido de impeachment como instrumento de chantagem. Por sua vez, Dilma negou tentativas de acordo para salvar Cunha e se livrar do impeachment, assim como negou acordos para interferir no Conselho de Ética em troca da aprovação da volta da CPMF, que era uma grande necessidade do governo para recuperar a economia. Nas palavras dela, em entrevista coletiva no mesmo dia da aceitação do pedido:
Eu jamais aceitaria ou concordaria com quaisquer tipos de barganha, muito menos aquelas que atentam contra o livre funcionamento das instituições democráticas do meu país, bloqueiam a Justiça ou ofendam os princípios morais e éticos que devem governar a vida pública.— Dilma Rousseff
Após o pronunciamento da presidente, Cunha afirmou que ela mentiu à nação quando disse que não participaria de qualquer barganha e que o governo tinha muito que explicar à sociedade. O deputado reiterou que não tinha conhecimento de negociações, que não atendeu o telefonema do ministro Jaques Wagner (que seria o intermediário), que seus aliados não estavam negociando a salvação de seu mandato e que se recusou a aceitar a proposta do governo quando teve conhecimento desta. Declarando-se adversário do Partido dos Trabalhadores, ele disse que preferia não ter os três votos do partido no Conselho de Ética. A presidente Dilma Rousseff não era alvo de acusações formais na Lava Jato.

## Argumentos do pedido
Até setembro de 2015, havia 37 pedidos de impeachment protocolados na Câmara dos Deputados contra Dilma Rousseff, mas o presidente da Câmara dos Deputados, Eduardo Cunha, viria a acolher apenas o pedido redigido por Hélio Bicudo e pelos advogados Miguel Reale Júnior e Janaina Conceição Paschoal. Os movimentos sociais pró-impeachment decidiram aderir ao requerimento de Bicudo, que contou também com o apoio de parlamentares e da sociedade civil, a qual organizou um abaixo-assinado em apoio ao impeachment da Presidente da República. Em resposta à abertura do processo, Dilma afirmou que os argumentos apresentados pelos juristas eram inconsistentes e improcedentes e que ela não havia praticado nenhum ato ilícito.

### Petrobras e Pasadena

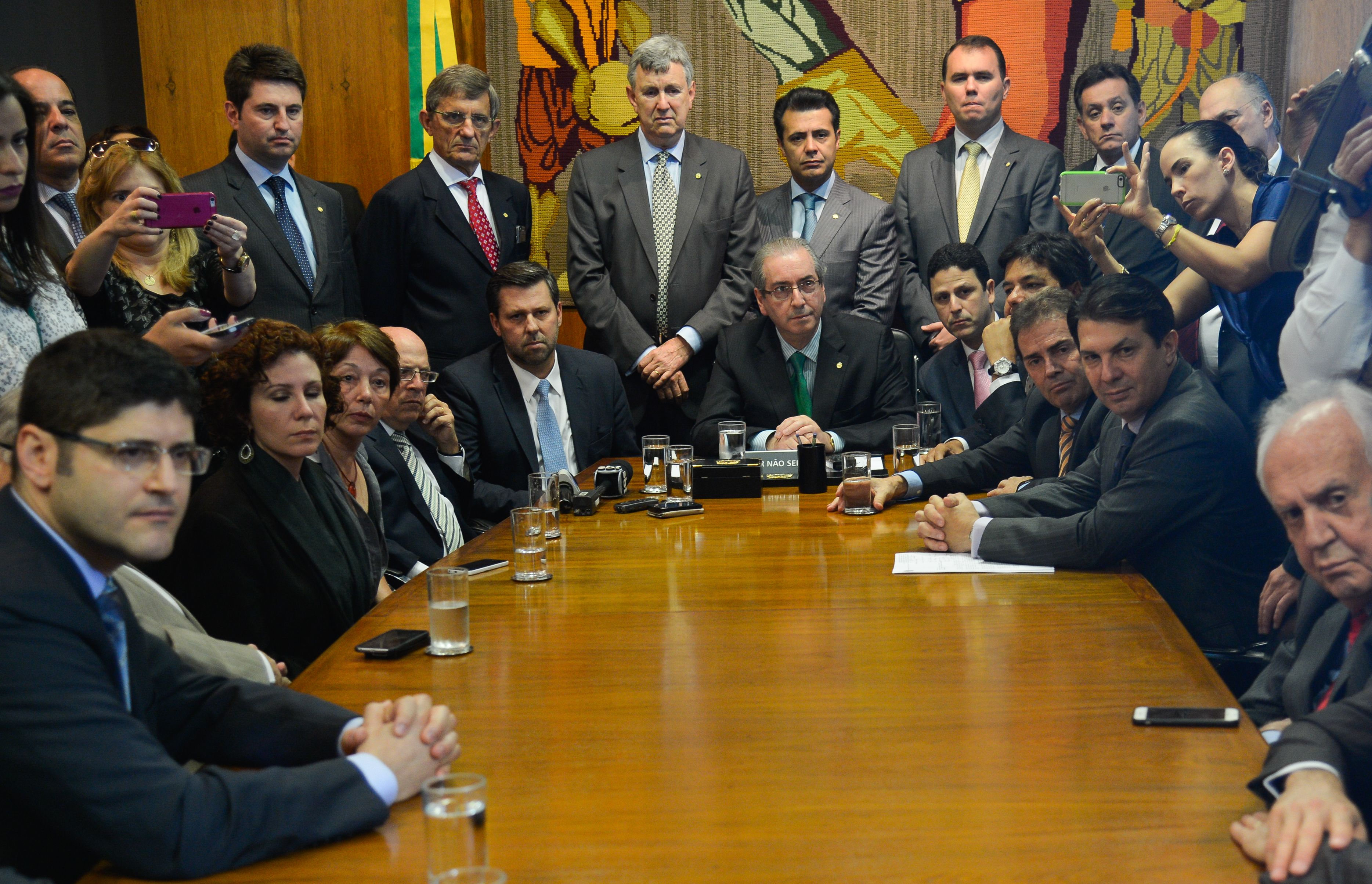
O jurista Miguel Reale Jr. e a filha de Hélio Bicudo, Maria Bicudo, entregam a Cunha o pedido de impeachment da presidente Dilma.

Para os juristas autores do pedido aceito, Dilma não agiu como deveria para punir as irregularidades que existiam na Petrobras. Eles disseram textualmente que a presidente agiu como se nada soubesse, como se nada tivesse ocorrido, mantendo seus assistentes intocáveis e operantes na máquina de poder instituída, à revelia da lei e da Constituição. Segundo o texto do pedido, houve uma maquiagem deliberadamente orientada a passar para a nação a sensação de que o Brasil estaria economicamente saudável.
Assim, conforme o documento, durante todo o processo eleitoral de 2014, Dilma negou que a situação da Petrobras, tanto do ponto de vista moral quanto do econômico, era muito grave. Ainda nas palavras dos autores, a máscara da competência fora primeiramente arranhada no episódio envolvendo a compra da refinaria em Pasadena pela estatal. Os juristas declararam que Dilma era presidente do Conselho da Estatal e deu como desculpa um equívoco relativo a uma cláusula contratual.
Segundo o documento, a presidente foi omissa em relação à compra da refinaria de Pasadena. Ou seja, eles asseguraram que, ainda que a presidente não estivesse ativamente envolvida nessa situação, restaria sua responsabilidade omissiva. Conforme os juristas, a presidente sabia de todos os fatos e era diretamente responsável pela corrupção que ocorreu na empresa pública. Dessa forma, na tese deles, a responsabilidade da denunciada quanto à corrupção sistêmica de seu governo era inegável.
Os autores citaram ainda a corrupção desvendada pela Operação Lava Jato e sustentaram no documento que a ação da Polícia Federal realizou uma devassa em todos os negócios feitos pela Petrobras, constatando, a partir de colaborações premiadas intentadas por Paulo Roberto Costa e Alberto Youssef, que as obras e realizações anunciadas como grandes conquistas do Governo Dilma eram na verdade um meio para sangrar a estatal, que, no momento, encontrava-se descapitalizada e desacreditada. Tal acusação, contudo, não foi alvo de julgamento no parecer final votado pelo Senado. Ao acatar a o pedido de impeachment, Eduardo Cunha havia descartado o trecho por entender que se tratavam de ilações.

### Decretos sem autorização
Segundo o pedido, Dilma fez editar, nos anos de 2014 e 2015, uma série de decretos que resultaram na abertura de créditos suplementares, de valores muito elevados, sem a autorização do Congresso Nacional, na ordem de 18,4 bilhões de reais. Segundo os autores, Dilma tinha conhecimento de que a meta de superavit primário prevista na lei de diretrizes orçamentárias não estava sendo cumprida desde 2014, pois foi o próprio governo quem apresentou o projeto de lei pedindo a revisão da meta, uma confissão, do ponto de vista deles, de que a meta não estava e não seria cumprida. Mas, mesmo assim, expediu os decretos sem a autorização prévia do Legislativo.
Então, conforme o texto do pedido, era clara a realização de crime de responsabilidade no caso em vista, diante da literalidade dos artigos supracitados, pois houve uma efetiva realização de abertura e operação de crédito, além de contração de empréstimo sem a observância da lei. O documento alegava que, além do fato ocorrido no ano de 2014, a mesma conduta da denunciada foi praticada no ano de 2015. Segundo os juristas, os decretos de 2015 exibiam um superavit artificial, pois já se sabia que a lei de diretrizes orçamentárias não seria cumprida. Naquele contexto, houve uma revisão da meta fiscal por projeto de lei. A conclusão dos juristas foi que, sendo idênticas as condutas nos anos de 2014 e 2015, era inegável que a infringência às leis orçamentárias era patente, contumaz e reiterada.
Em dezembro de 2022 após o Tribunal de Contas da União se posicionar pela rejeição das contas de 2014 e 2015 com argumentos que embasaram o processo de impeachment de Dilma Rousseff, a Comissão Mista de Orçamento (CMO) do Congresso aprovou as contas da ex-presidente deste período.

### Pedaladas fiscais

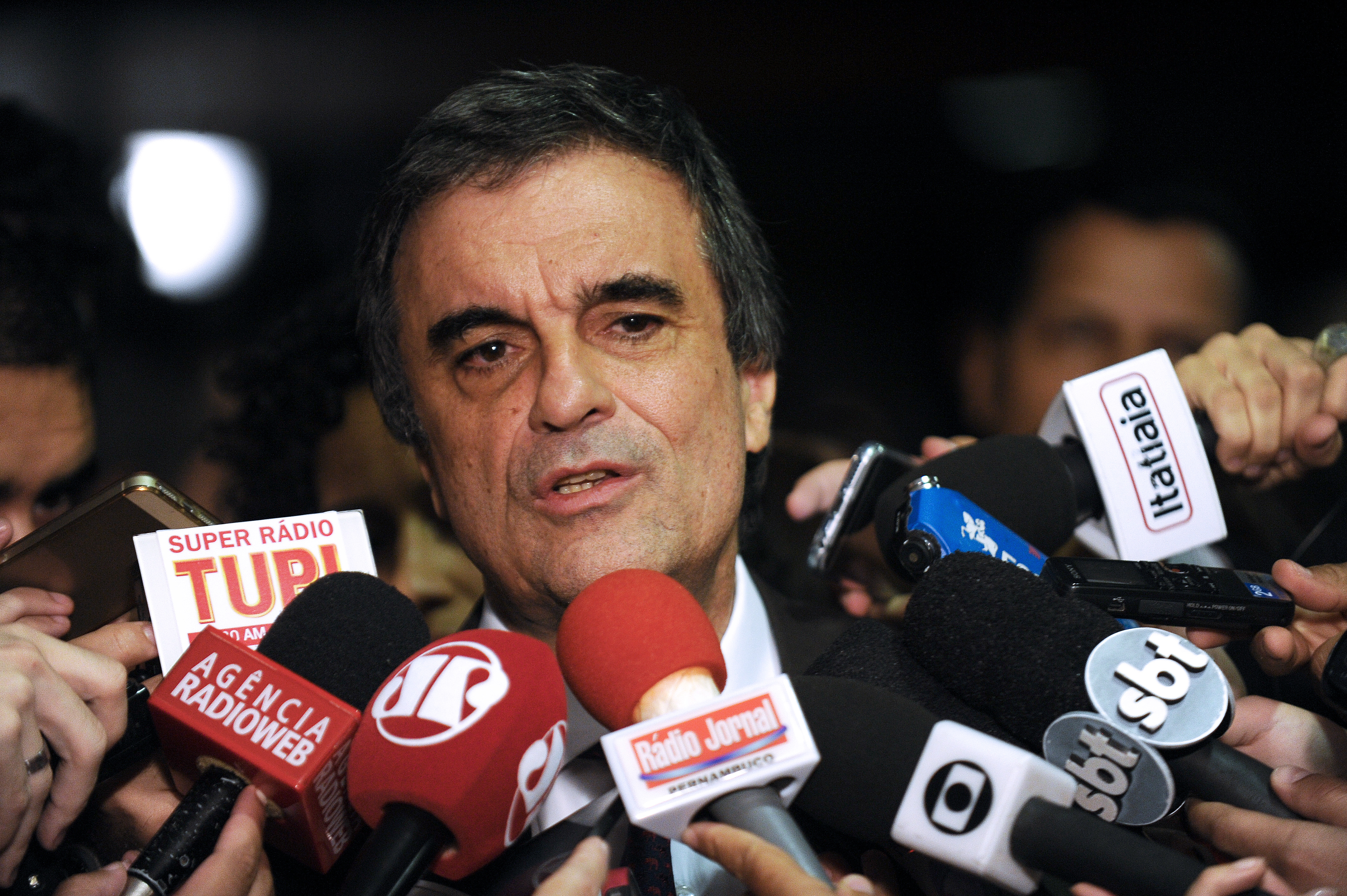
De acordo com o então ministro da justiça Eduardo Cardozo, as pedaladas fiscais são uma prática comum, havendo ocorrências dela desde o ano de 1994.

As pedaladas fiscais são um termo usado para descrever uma manobra contábil do governo federal que serviu para passar a impressão de que ele arrecadava mais do que gastava, enquanto a realidade era exatamente o contrário. O governo não estava pagando os bancos públicos e privados que financiavam programas sociais como o Bolsa Família. Então, para que os beneficiários não deixassem de receber, os bancos arcavam com as despesas sozinhos, sem receberem a compensação governamental. O Tribunal de Contas da União, em decisão unânime, considerou essa operação um empréstimo dos bancos, não pago pelo governo, e que feria a Lei de Responsabilidade Fiscal (LRF). Embora o TCU seja um órgão auxiliar do Legislativo e não tenha poderes para condenar o chefe do Executivo, ele oferece um parecer prévio, que pode ou não ser acatado pelo Congresso Nacional, abrindo até mesmo a possibilidade de um processo de impedimento da Presidente da República.
Conforme os juristas, os empréstimos foram concedidos em afronta ao artigo 36 da LRF, que proíbe a tomada de empréstimo pela União de entidade do sistema financeiro por ela controlada. No documento, eles sustentaram que caberia institucionalmente à presidente agir para que essa ilegalidade fosse cessada, o que não fez, apesar de ser alertada por várias autoridades sobre os riscos. Além disso, eles argumentaram que a presidente é economista e, durante o pleito eleitoral, assegurou que tais contas estavam saudáveis. Assim, a situação restaria ainda mais grave quando se constatava que todo esse expediente fora intensificado durante o ano eleitoral, com o fim deliberado de iludir o eleitorado.
Em setembro de 2022 foi arquivado por deliberação do Ministério Público Federal (MPF) o inquérito civil movido contra o ex-ministro da Fazenda Guido Mantega, na investigação sobre supostas irregularidades em operações de crédito entre o Tesouro Nacional e bancos públicos como o BNDES, Banco do Brasil e Caixa Econômica Federal no ano de 2015. Segundo a decisão do MPF ficou clara a não existência e comprovação de crime, sendo que as alegadas pedaladas basearam e culminaram no impeachment da ex-presidente Dilma Rousseff em 2016.

## Processo na Câmara dos Deputados
O processo de destituição de Dilma teve início com a formação de uma comissão especial composta por 65 deputados, com representantes de todos os partidos, a qual deveria avaliar a adequação do pedido e a eventual remessa do processo ao plenário da Câmara dos Deputados. Depois da criação da comissão e de o pedido de impeachment ter sido lido em sessão da Câmara, a presidente foi notificada e passou a ter dez sessões para apresentar a sua defesa. Se a comissão emitisse parecer favorável ao impeachment, haveria a continuação do processo com uma votação, que exigiria o apoio de dois terços dos deputados federais (342) para o afastamento temporário de Dilma, seguindo-se a posse do vice-presidente Michel Temer como presidente interino, por um período de até 180 dias. Com a aprovação na Câmara dos Deputados, um segundo processo seria instaurado no Senado.
Porém, em 8 de dezembro, o ministro Luiz Edson Fachin, do STF, suspendeu todo o processo de impedimento devido a questionamentos dos deputados sobre a forma que o processo deveria ser conduzido, fato que havia gerado tumultos. Assim, todo o rito ficou paralisado até que houvesse uma decisão do Supremo. Um dia depois, em 9 de dezembro, Fachin afirmou que iria "propor um rito que vai do começo ao final do julgamento do Senado (...)". Isso causou discussões, pois Fachin era alvo de polêmicas levantadas pela oposição, que o considerava "progressista" por ser ligado a movimentos sociais. Além disso, ele também era alvo de suspeição por ter declarado seu voto em Dilma nas eleições de 2014. Porém, ele surpreendeu na seção de 16 de dezembro, votando favoravelmente, por exemplo, ao afastamento da presidente do cargo por até 180 dias, caso a Câmara decidisse pela abertura do processo, para então ser julgada pelo Senado.
Além de Fachin, a maioria dos ministros do Supremo votou pela manutenção da decisão que mudava o rito do processo. As consequências seriam: a impossibilidade de chapas ou candidaturas avulsas, a votação aberta para a escolha dos membros da comissão, e a permissão de o Senado não instaurar um processo próprio, mesmo com a decisão da Câmara a favor da abertura. Dessa forma, o STF respondeu aos embargos de declaração da Câmara. O relatório dos ministros destravou o processo, que estava parado desde dezembro de 2015, e aumentou as chances de impeachment de Dilma.

### Comissão especial definitiva
|                                                                                               |  |                                                                                                |
| Rogério Rosso (PSD-DF), ex-governador do Distrito Federal, foi eleito presidente da comissão. |  | Jovair Arantes (PTB-GO), foi escolhido para a relatoria. Rosso e Arantes são aliados de Cunha. |

Em 17 de março, a Câmara finalmente elegeu, por votação aberta, os 65 integrantes da comissão especial, com 433 votos a favor e apenas 1 contra. Os partidos predominantes eram o PT e o PMDB, cada um com 8 membros; O PSDB teve 6 membros; as demais 43 vagas foram repartidas entre 21 partidos.
Em uma outra sessão, Rogério Rosso, líder do PSD e aliado de Cunha, foi eleito presidente da comissão, enquanto Jovair Arantes, líder do PTB e também aliado de Cunha, foi nomeado relator do processo. Cunha acreditava em um prazo de 45 dias para a conclusão dessa parte do processo, mas tal prazo dependia de sessões de segunda a sexta e quóruns de pelo menos 51 deputados.
Manifestação dos autores do pedido
Em 30 de março, Miguel Reale Júnior depôs à comissão, dizendo que as pedaladas representavam crime devido a serem uma forma de mascarar o deficit fiscal, e por levar a União a contrair empréstimos com suas próprias entidades financeiras, o que é ilícito segundo a LRF. Segundo ele, esta ruptura do equilíbrio fiscal gerou uma cascata de eventos que culminaram em inflação, recessão, e desemprego, afetando sobretudo os mais pobres.

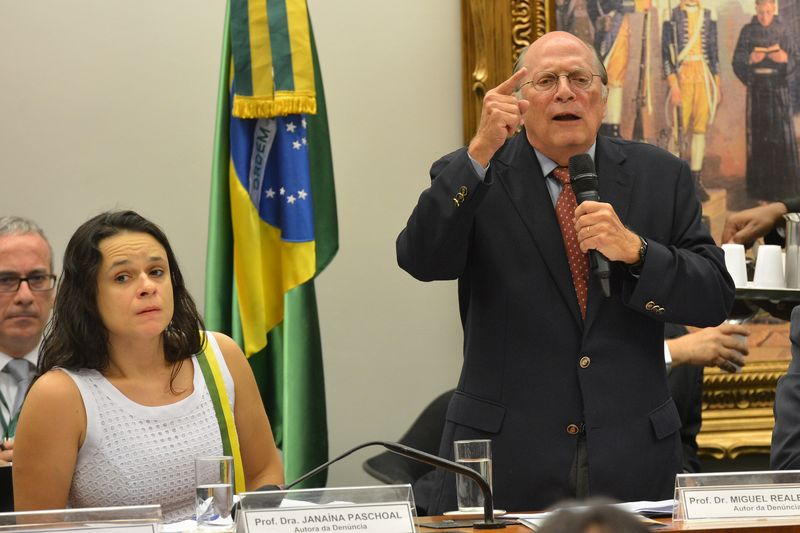
Os autores do pedido Janaina Paschoal e Miguel Reale Júnior depõem na Comissão Especial do processo de impeachment.

Miguel Reale Júnior enfatizou também que o fato de tal manobra ter sido realizada por governos anteriores não a tornava menos ilícita segundo o Código Penal, onde é tipificado como crime de responsabilidade, e que as pedaladas no governo Dilma foram maiores e mais frequentes. Assim, esperava provar que tais operações de crédito não tinham sido simples fluxo de caixa. Rebateu a crítica de que não se deveria considerar fatos do 1º mandato, pois o STF tinha já definido que um agente público pode sim ser punido por fatos anteriores ao mandato.
A seguir, depôs a advogada Janaina Paschoal, concordando que "Impedimento sem crime é golpe", mas assegurando que havia crimes de responsabilidade de sobra, referindo-se aos decretos não autorizados que abriram créditos também não autorizados, e ao comportamento omissivo doloso da presidente na corrupção que envolvia a Petrobras. Então, do ponto de vista dela, o golpe foi tentar apresentar um superavit que não era real. Ainda contestando as insinuações governistas de golpe, ela declarou que o pedido de afastamento tinha base legal e continha denúncias de violações à legislação. E acrescentou que a falta de responsabilidade fiscal do governo criou uma situação financeira muito grave para os brasileiros.
Manifestações da defesa

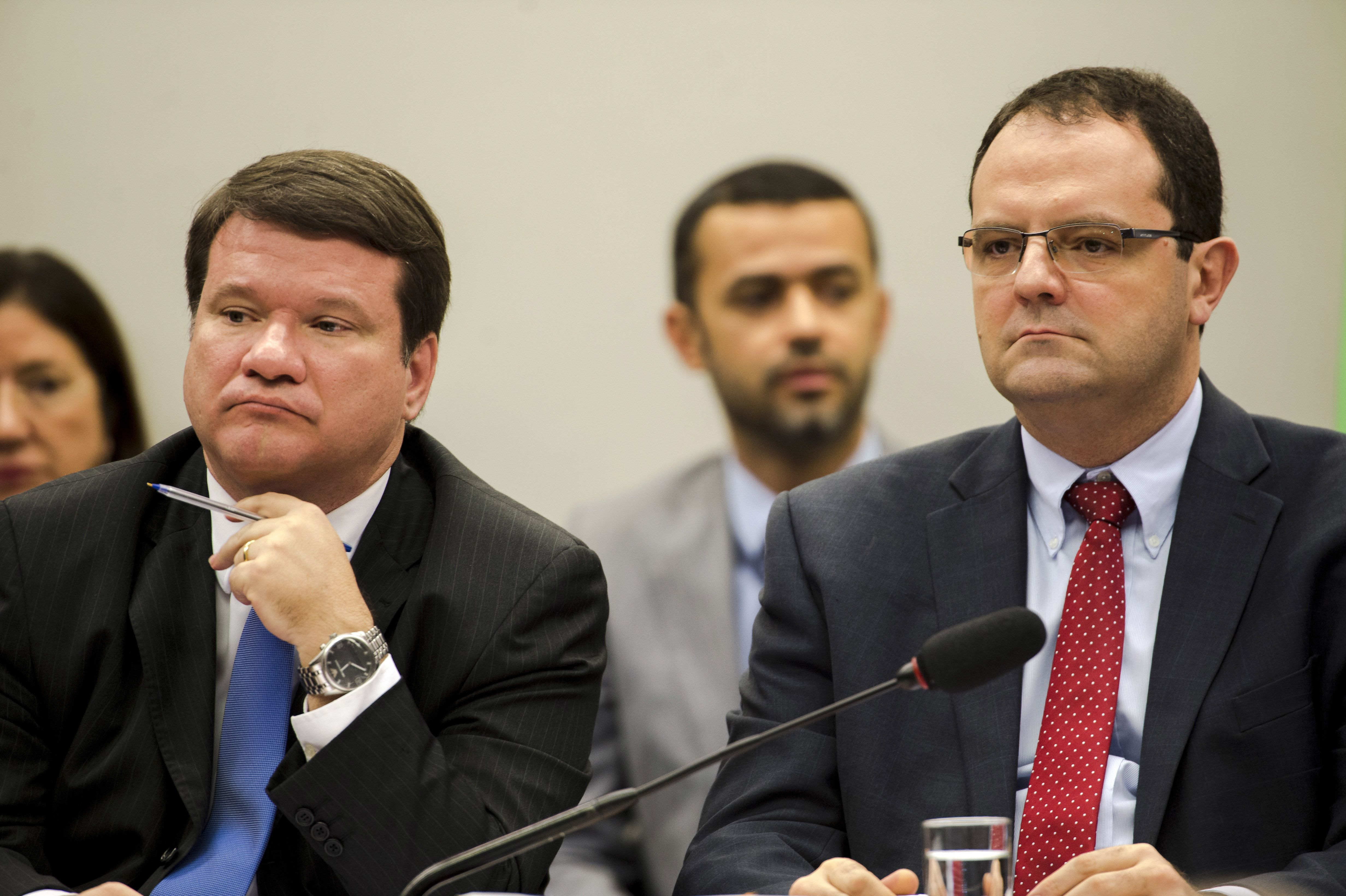
Ricardo Lodi Ribeiro e Nelson Barbosa apresentam a defesa da presidente Dilma, em 31 de março.

Em 31 de março de 2016, ocorreu a defesa de Dilma Rousseff perante a comissão. Foram escolhidos os Ministro da Fazenda Nelson Barbosa, e o professor de Direito Tributário Ricardo Lodi Ribeiro para representá-la. Ambos sustentaram que os atos da presidente estavam de acordo com as exigências do TCU, sob a justificativa de que a prática foi referendada pelo mesmo e pelo Congresso em vários governos anteriores da República:
- O Ministro da Fazenda disse que só deveriam ser considerados no processo os fatos ocorridos desde o começo do 2º mandato, onde não tinham havido manobras fiscais, e ressaltou que os 6 créditos suplementares abertos no mandato anterior não modificaram o plano financeiro de 2015, nem o limite global de gasto discricionário do governo. Além disso, a maior parte dos decretos, segundo ele, haviam sido financiadas por meio da anulação de despesas, ou atendendo a pedidos.[72]
- O professor de Direito Tributário também defendeu que a meta fiscal de 2015 foi cumprida, pois o Congresso aprovou a alteração. Também defendeu os créditos suplementares, e disse que era possível prever uma situação financeira ruim de acordo com os relatórios bimestrais, mas que o governo fez contingenciamentos ao longo de 2015. Portanto, não haveria crime de responsabilidade, e portanto, não poderia haver impeachment. Reiterou que a desaprovação popular não é um motivo legal para o impeachment.[72] Sua presença causou tumulto, por ele ser sócio do escritório do qual fez parte o Ministro do STF Luís Roberto Barroso. O advogado respondeu que não estava presente como sócio, mas sim como professor adjunto da UERJ.[72]

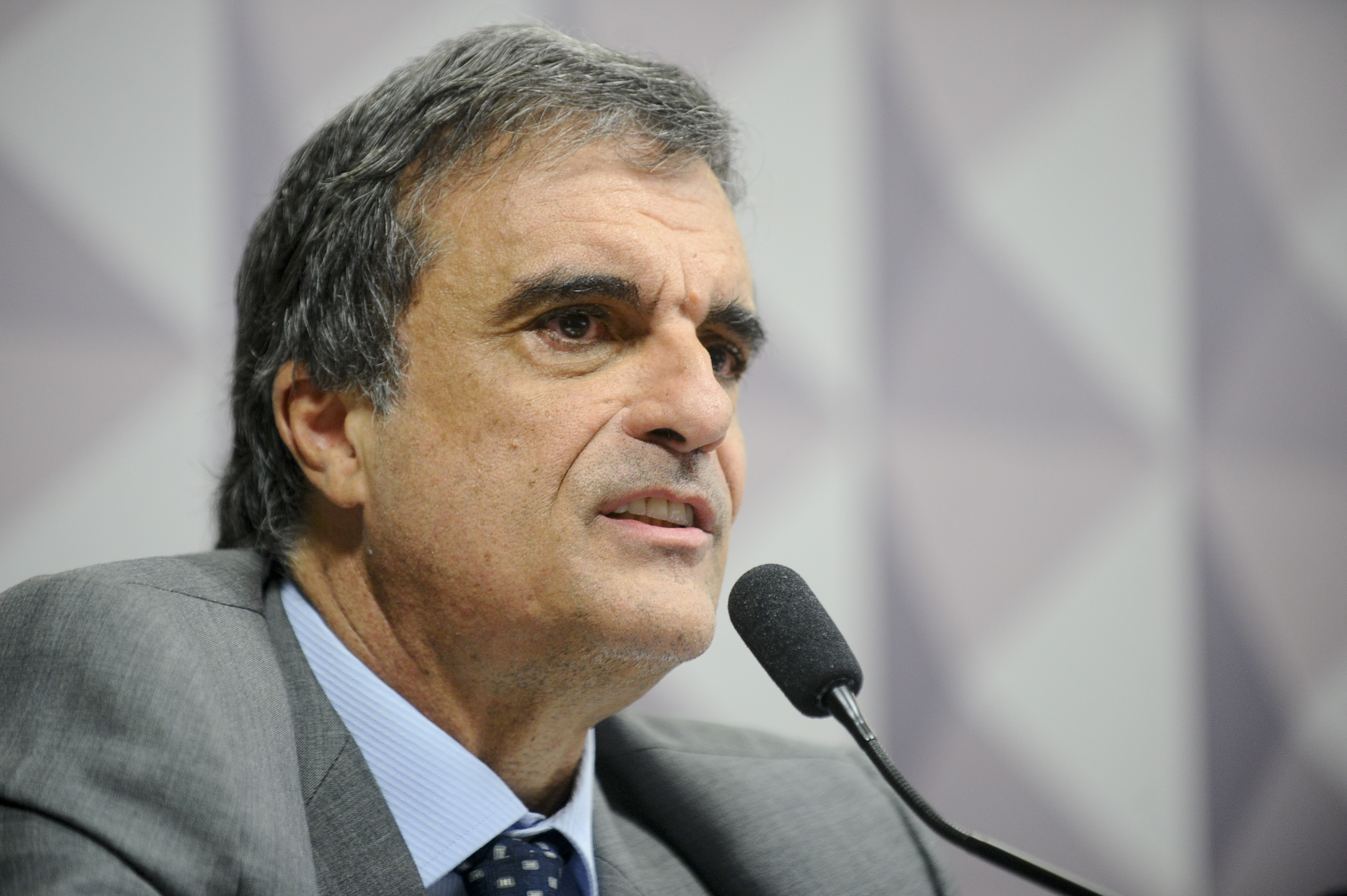
José Eduardo Cardozo, da Advocacia Geral da União, em defesa de Dilma.

Em 4 de abril, o presidente da comissão, Rogério Rosso, decidiu que o Advogado Geral da União, José Eduardo Cardozo, também poderia fazer a defesa da presidente no processo, após questionado por deputados do PPS, PTB e PSB, muito embora outros parlamentares tenham argumentado que a AGU só pode defender presidentes da República quando a ação é de interesse da União, enquanto o impeachment seria, segundo eles, de interesse pessoal da Dilma.
Então, na defesa que o advogado da União fez no mesmo dia, disse que o impeachment era inválido, e que feria a Constituição, por não haver crime de responsabilidade que o justificasse; sendo portanto, um golpe. Acrescentou que Eduardo Cunha desviou seu poder ao agir pelo desejo de vingança e retaliação, por os petistas não o terem apoiado no Conselho de Ética; logo, o processo foi contaminado e os resultados deviam ser nulos. Disse que as pedaladas fiscais não foram operações de crédito, mas sim atrasos nos contratos de prestação de serviços dos bancos públicos, e que tais operações só passaram a ser consideradas irregulares pelo TCU em 2015, não sendo válida uma "punição retroativa". Quanto ao crédito suplementar, disse que todos foram respaldados por pareceres técnicos, seguindo a lei orçamentária, e por isto, não eram irregulares.

### Votação do relatório da comissão

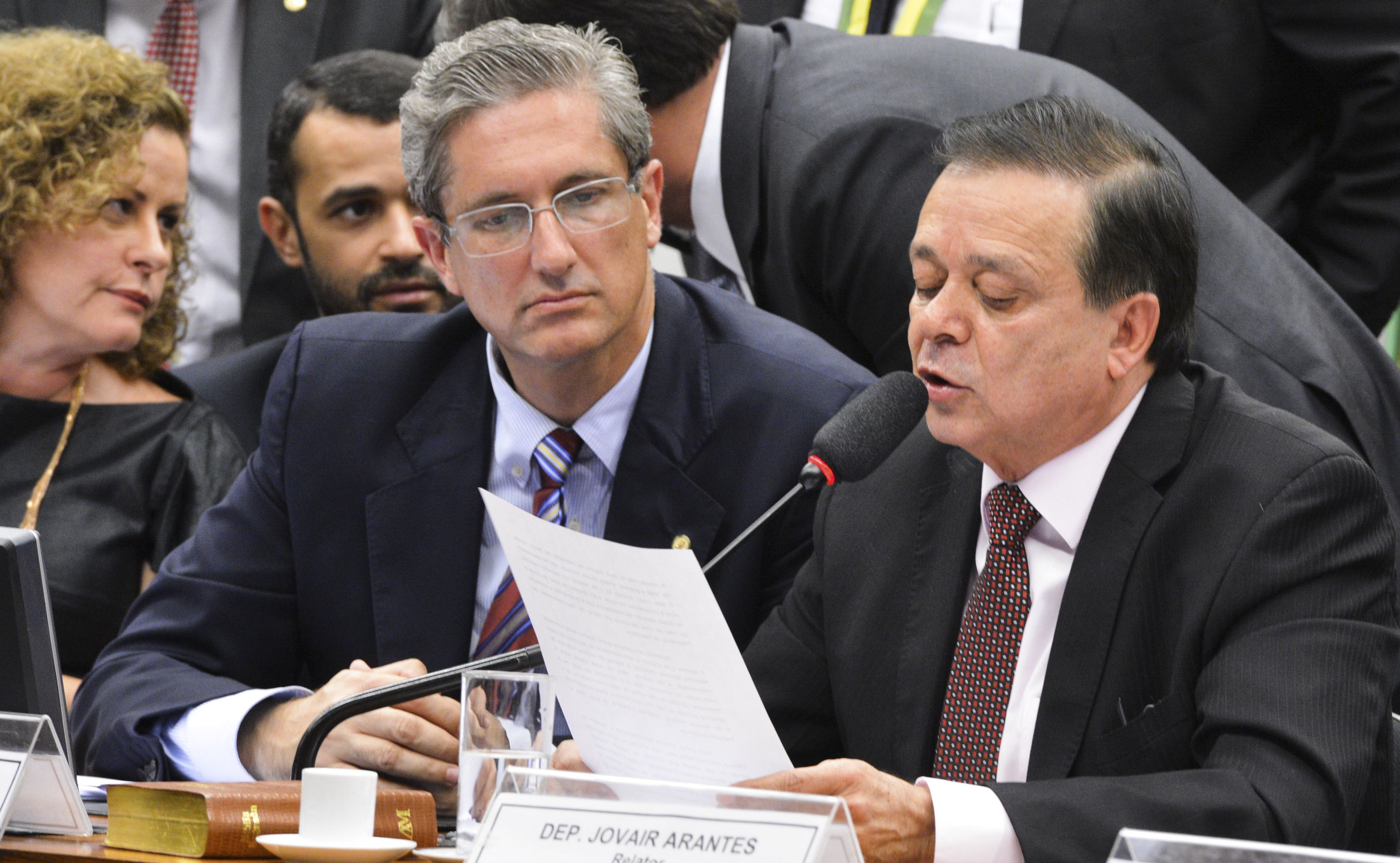
Jovair Arantes faz a leitura de seu relatório, em 6 de abril.

O relator Jovair Arantes deu um parecer contrário a Dilma, recomendando seus colegas a votarem pela abertura de processo de impeachment. Disse estar convicto de "indícios de gravíssimos e sistemáticos atentados à Constituição Federal" e o seu relatório assumiu a existência de um crime de responsabilidade, enfatizando as pedaladas fiscais e seus efeitos na crise econômica. Ele sustentou ainda que os atrasos nos repasses foram empréstimos à União.
A profunda crise brasileira não é só econômica e financeira, mas também política, e, principalmente, moral. O governo perdeu sua credibilidade aos olhos de nossa sociedade e perante a comunidade internacional. (…) Tais atos justificam a abertura do excepcional mecanismo do impeachment.— Jovair Arantes, em seu relatório sobre a admissibilidade do processo, em 6 de abril de 2016.
O relatório foi aprovado em 11 de abril de 2016, por 38 votos a 27, numa sessão tensa de 9 horas de duração, com bate-bocas e provocações entre deputados do governo e da oposição. O PMDB e o PSD liberaram os votos de seus membros, levando os votos desses partidos, e os discursos também, a ficarem divididos.

### Votação no plenário da Câmara

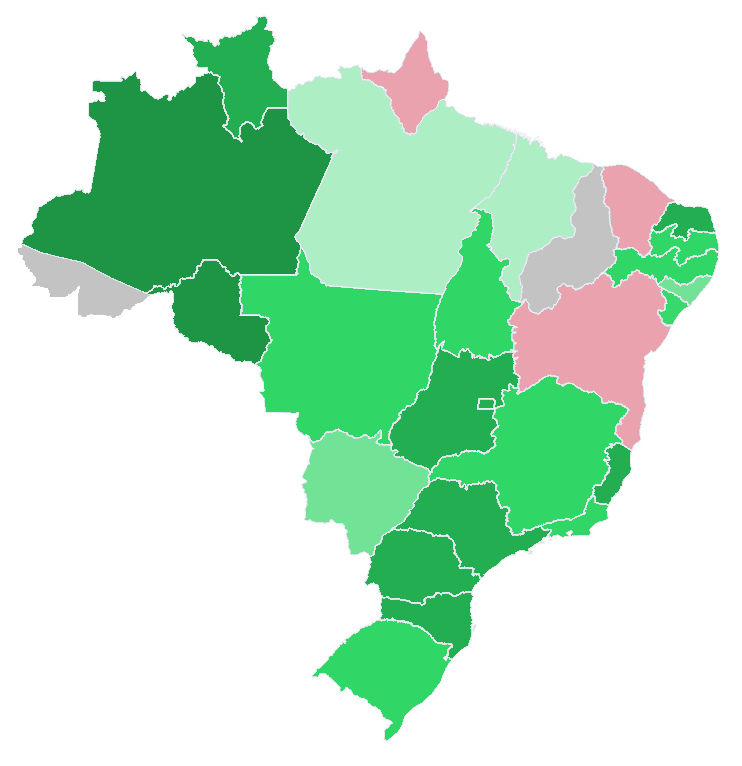
Resultado da votação na Câmara por unidade federativa:
Sim—90-100%
Sim—80-89,99%
Sim—70-79,99%
Sim—60-69,99%
Sim—50-59,99%
Empate
Não—40-49,99%

Na manhã dia 15 de abril de 2016, foi aberta uma sessão na Câmara dos Deputados para determinar se o processo seria admitido. Esta foi a maior sessão da história, tendo encerrado-se somente na noite de sábado (16 de abril). O roteiro era: 25 minutos para os autores dos pedidos, 25 minutos para a defesa da presidente, e 1 hora para cada partido com representação na Câmara.
No domingo, 17 de abril de 2016, a sessão definitiva ocorreu, com previsão de 10 segundos para cada voto, que poderia ser "sim" (pela admissibilidade do processo de impeachment), "não" (contra a admissibilidade do processo de impeachment), ou abstenção. Eram necessários 342 votos a favor para abrir o processo no Senado. O Presidente da Câmara, Eduardo Cunha, votou a favor do impeachment, o que é incomum, considerando-se a tradição de neutralidade do cargo de Presidente da Câmara. Pouco depois das 11 da noite (após quase 10 horas), foi emitido o voto nº 342 a favor, enviando o processo ao Senado. Ao todo, foram 367 votos a favor do impeachment, e 137 contra.
No dia 9 de maio, com o presidente da Câmara dos Deputados, Eduardo Cunha, afastado pelo STF, o presidente interino da Câmara, Waldir Maranhão (PP), que tinha votado contra o impeachment, decidiu anular a sessão que aprovou a admissibilidade do impeachment de Dilma, a pedido de José Eduardo Cardozo, advogado-geral da União. O presidente interino da Câmara marcou uma nova votação no plenário, a ocorrer depois da devolução do processo pelo Senado. Justificou alegando uma série de vícios que tornariam nula a decisão da Câmara.
A decisão de Waldir foi duramente criticada pela Ordem dos Advogados do Brasil. Em resposta, Renan Calheiros ignorou Maranhão e disse que daria continuidade ao rito iniciado. Na mesma noite em que decidiu anular a decisão da Câmara, Maranhão voltou atrás e manteve a decisão de dar prosseguimento ao impeachment.

## Processo no Senado Federal
Segundo a legislação, o primeiro passo da tramitação do impeachment no Senado Federal seria a leitura em plenário do parecer da Câmara favorável à abertura do processo. Em seguida, Calheiros criaria a comissão especial para a análise do processo e pediria aos líderes partidários a indicação dos 42 senadores que iriam compor a comissão: 21 titulares e 21 suplentes. O rito prosseguiria com a eleição da comissão especial, que elegeria o seu presidente e o seu relator.
Se o parecer da comissão fosse pela admissibilidade do processo e o texto fosse aprovado pelo plenário, o processo contra a presidente seria instaurado e ela seria notificada e afastada do cargo por um período de até 180 dias. Com isso, Temer assumiria o governo. Se o parecer da comissão pela admissibilidade fosse rejeitado no plenário, a denúncia contra Dilma seria arquivada.

### Comissão especial
|                                                                          |  |                                                                                |
| Raimundo Lira (PMDB-PB) foi escolhido o presidente da Comissão Especial. |  | Antonio Anastasia (PSDB-MG) foi eleito para a relatoria do processo no Senado. |

Em 19 de abril, foi lida no Senado a decisão da Câmara dos Deputados. Renan Calheiros, presidente da Câmara, queria convidar Ricardo Lewandowski, presidente do STF, para presidir as atividades no Senado, antes da fase prevista na Constituição, para assim evitar questionamentos jurídicos. No dia 21 de abril, o senador Raimundo Lira (PMDB-PB) foi escolhido como presidente da comissão, enquanto o senador Antônio Anastasia (PSDB-MG) foi escolhido como relator — conforme as normas do Senado, o partido com a 2ª maior representação possui a prerrogativa de indicar o relator. Governistas da base de apoio contestaram e tentaram barrar, sem sucesso, a escolha do senador para relatoria. Em diversos momentos, também questionaram a suposta ligação de Janaína Paschoal com o PSDB, devido ao seu recebimento de R$ 45 mil do partido. A jurista admitiu que foi paga para protocolar a denúncia, mas negou que a ação decorresse de motivações partidárias. A comissão teve 22 membros ao todo.
Em 28 de abril, os autores do pedido de impeachment foram ouvidos pela comissão:
- Miguel Reale Júnior disse que Dilma falhou ao provocar o descontrole das contas públicas, com as operações de crédito nos bancos estatais. Disse que Dilma tinha responsabilidade, pois sua personalidade centralizadora sempre tomava para si as decisões. E que as pedaladas eram como um "cheque especial", e também que Dilma sabia não haver condição para os créditos suplementares serem feitos.[99]
- Janaina Paschoal, logo depois, defendeu que havia crimes de responsabilidade e crimes comuns de sobra. Disse que houve sim dolo por Dilma a partir do momento que o governo optou por não registrar as operações de crédito com os bancos públicos, impedindo que estas ações fossem contabilizadas de forma transparente. Acusou o governo de ter usado um programa do BNDES destinado a pequenas empresas para realizar empréstimos a empresas de grande porte.[100][101][102]

Em 29 de abril, a defesa foi apresentada:
- Nelson Barbosa, Ministro da Fazenda, explicou que a Lei Orçamentária Anual (LOA) estabelece condições para decretos suplementares serem editados, e que os 6 decretos estavam de acordo com esta lei, pois todos se valeram de 3 fontes legais: remanejamento de recursos financeiros, sem aumento do orçamento; excesso de arrecadação; e superavit financeiro. Também, citou uma mudança de interpretação do TCU, onde havia-se decidido que não se poderiam mais editar decretos com base em excesso de recursos ou superavit, porém que não poderia ser aplicada de modo retroativo. Também, disse que as pedaladas fiscais foram praticadas por outras pessoas, não por Dilma;[103]
- José Eduardo Cardozo, advogado-geral da União, declarou que o processo de impeachment era um ato político, por não ter seguido as fases de análise de contas legalmente previstas: deveria-se primeiro passar pelo TCU, depois para uma comissão no Congresso, depois pelo plenário. Lembrou que o Congresso aprovou a mudança fiscal, quando o governo previu que a meta vigente não se confirmaria. Segundo Cardozo, a operação de crédito não foi vedada pela lei, e não foi Dilma quem os praticou, e sim o Ministro da Fazenda.[103]
- Kátia Abreu, Ministra da Agricultura, também compôs a defesa.[103]

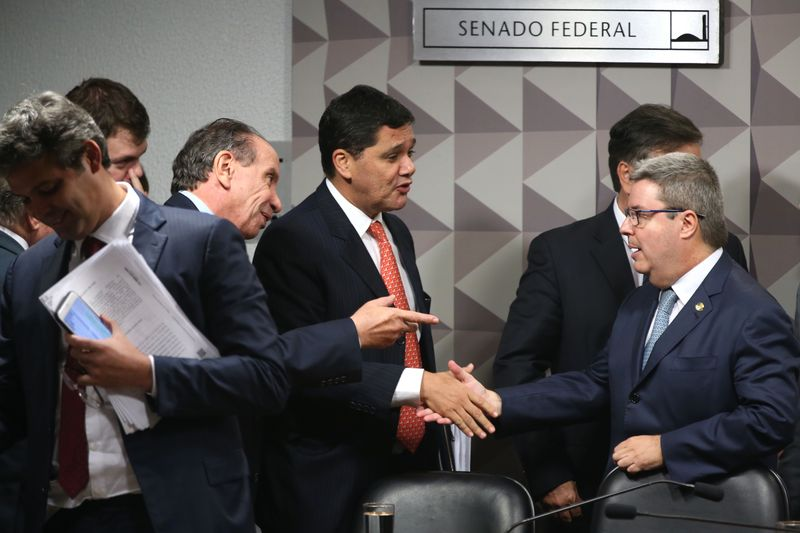
Leitura do relatório na Comissão Especial do Senado, em 4 de maio.

Em 4 de maio, o relator, Antônio Anastasia apresentou parecer favorável ao impeachment. O documento contestou a versão de golpe, em razão da transparência e da observância da lei no processo. Refutou a ilegitimidade em função da aceitação por Cunha, um adversário do governo, pois a autorização da Câmara foi feita em plenário, e não só por Cunha. Anastasia defendeu o impeachment enquanto mecanismo de equilíbrio entre os poderes.
O relator repetiu que as operações de crédito foram empréstimos disfarçados, sendo por isto crime de responsabilidade. A sua conclusão foi: "Os fatos criminosos estão devidamente descritos, com indícios suficientes de autoria e materialidade, há plausibilidade na denúncia e atendimento aos pressupostos formais, restando, portanto, atendidos os requisitos exigidos pela lei para que a denunciada responda ao processo de impeachment".

### Votação do relatório da comissão

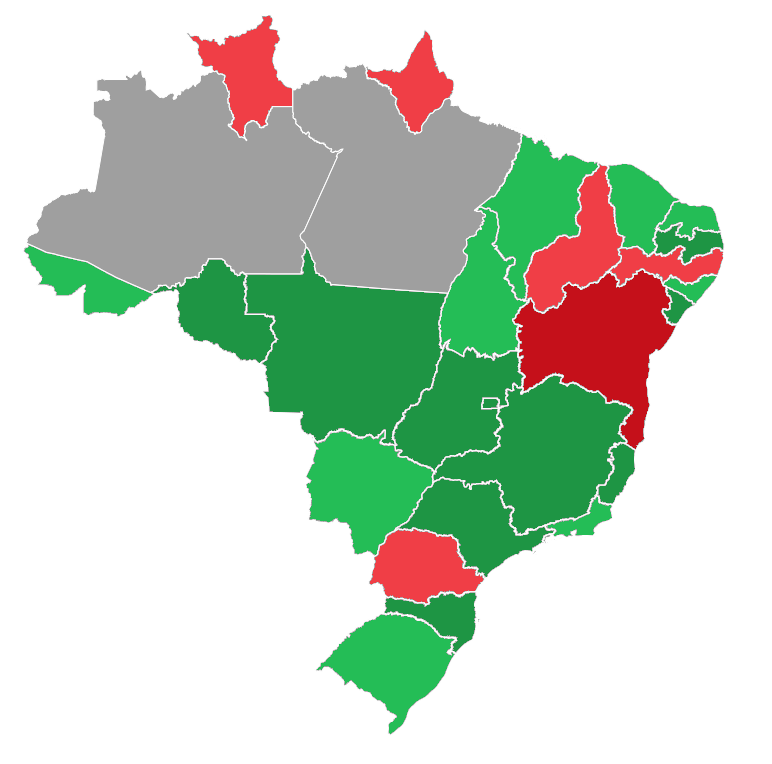
Resultado da votação no plenário do Senado por unidade federativa:
Sim—3 senadores
Sim—2 senadores; Não—1 senador
Sem maioria—1 sim, 1 não, 1 abstenção
Não—3 senadores
Não—2 senadores; Sim—1 senador

Mapa do país colorido pela contagem de votos favoráveis à cassação lançados pelos senadores que representam cada UF:
Três
Dois
Um
Nenhum

Em 6 de maio, a comissão especial do impeachment do Senado aprovou, por quinze votos a favor e cinco contra, o relatório do senador Anastasia. O texto ainda seria submetido à votação no plenário. Para o relatório ser aprovado, eram necessários os votos da maioria simples dos 21 integrantes da comissão, portanto onze votos. Em 9 de maio, Calheiros declarou que iria desconsiderar a decisão de anulação da votação no plenário da Câmara, tomada por Maranhão no mesmo dia, e dar prosseguimento ao rito, isto é, com a votação do relatório aprovado.
Em 11 de maio, às dez horas da manhã, começou a sessão que se destinava a votar o parecer da comissão no plenário, na qual discursaram 71 senadores. Após vinte horas, portanto já na manhã do dia 12, os senadores aprovaram a abertura do processo de impeachment da presidente por 55 votos a favor e 22 contra. Assim, Dilma foi afastada e Temer passou a ocupar interinamente o cargo de Presidente da República. Durante esse período, haveria o julgamento de Dilma, que ainda manteria alguns direitos do cargo.

### Instauração e instrução do processo
Com o início do processo em si no Senado, haveria um julgamento oficial. Os senadores poderiam requerer perícias e auditorias, assim como chamar testemunhas e especialistas. A defesa e a acusação novamente iriam se manifestar e seria produzido um novo relatório, desta vez sobre o mérito do processo. Esse parecer seria votado no plenário. Por maioria simples, o Senado decidiria se aceitaria ou não a pronúncia. Caso a pronúncia fosse rejeitada, o processo seria arquivado e Dilma reassumiria a Presidência. Se a pronúncia fosse aceita, começaria a última fase do processo, o julgamento. Após notificação e nova defesa da presidente, seria marcada a sessão de julgamento, quando se daria a terceira e última votação no plenário, conduzida pelo presidente do Supremo.
Em 1º de junho, Cardozo entregou a defesa de Dilma. A peça de 570 páginas incluía as gravações realizadas pelo ex-presidente da Transpetro, Sérgio Machado, que mostravam conversas entre este e Romero Jucá, asseverando que o único motivo do pedido de impedimento era colocar um fim à Lava Jato e colocando em "arguição de suspeição" o relator do processo no Senado, Anastasia. Cardozo citou também depoimentos que corroborariam a tese de que não houve irregularidades na edição dos decretos suplementares. Para ele, as gravações seriam a prova de que não havia crime, e sim a preocupação da classe política com a investigação conduzida pelo juiz Moro, nunca obstaculizada por Dilma. De resto, Cardozo repetiu a tese de que as pedaladas não configuraram um crime de responsabilidade e de que o processo estava repleto de "flagrantes nulidades e óbvio cerceamento do direito de defesa".
Em 8 de junho, a comissão ouviu durante horas testemunhas indicadas pela acusação. Estas acusaram o governo Dilma de causar uma grande crise no país com a maquiagem das contas públicas, enquanto os aliados da presidente sustentaram que ela não estava ciente das irregularidades e que o TCU mudou o seu entendimento sem alertar o Executivo. Em 13 de junho, as oitivas continuaram com a defesa de Dilma. No entanto, a acusação decidiu abrir mão de quatro testemunhas, sob a justificativa de evitar a tentativa de prolongar excessivamente os trabalhos da comissão, causando indignação entre os aliados da presidente.
No dia 27 de junho, foi apresentada uma perícia elaborada, a pedido da defesa, por técnicos do Senado, apontando a existência de provas de que a presidente afastada agiu diretamente na edição de decretos de créditos suplementares, sem autorização do Congresso. Não foi identificada, entretanto, uma ação de Dilma no sentido de atrasar os pagamentos da União para bancos públicos — as chamadas "pedaladas fiscais" — nos subsídios concedidos a produtores rurais, por meio do Plano Safra.

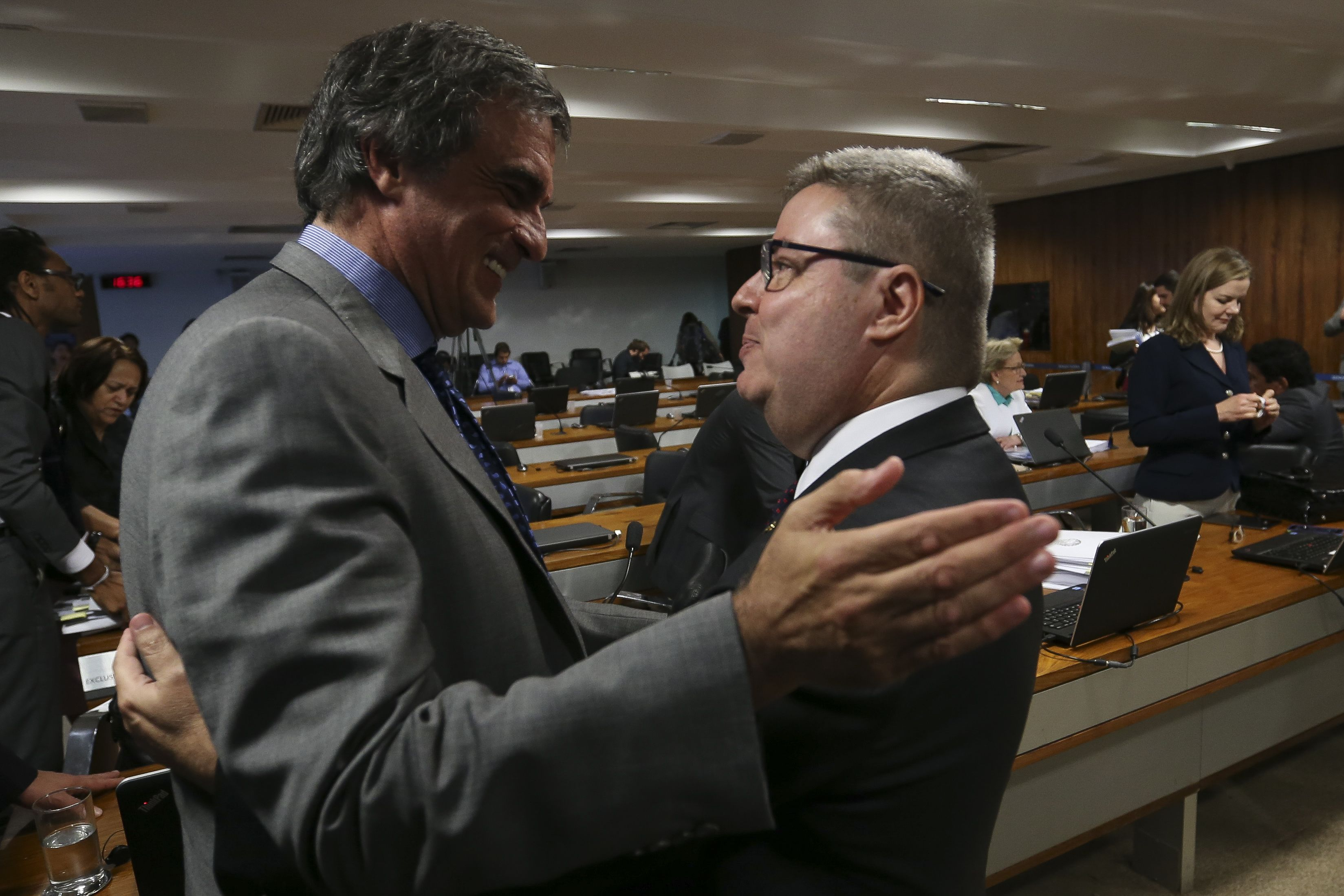
Cardozo e Anastasia no início de agosto.

Em 6 de julho, Dilma apresentou uma carta de defesa no Senado, que foi lida por Cardozo. O conteúdo da defesa foi o mesmo visto antes: a presidente alegou ter errado, porém sem cometer crimes, e acusou o Congresso de punir atos de rotina da gestão orçamentária. Sobre as pedaladas, Dilma afirmou que a gestão do Plano Safra, e portanto os pagamentos, eram de responsabilidade do Ministério da Fazenda. Segundo a presidente, os decretos que ampliaram créditos do orçamento não causaram impacto na obtenção da meta fiscal, pois tratavam apenas de uma previsão de gastos e não determinavam o pagamento de despesas, que estavam limitadas naquele momento por um contingenciamento no caixa do governo federal. Ela finalizou afirmando que o processo teve razões políticas, citando a tentativa de obstruir a Lava Jato com um novo governo. A manifestação de Dilma marcou a última etapa da fase de investigação da comissão.
Em 12 de julho, a acusação apresentou as suas alegações finais. Os autores do pedido voltaram a afirmar que Dilma cometeu crime ao editar decretos de créditos suplementares e ao praticar as "pedaladas fiscais". Essa fase é chamada de "pronúncia", uma fase intermediária em que o colegiado ouviu depoimentos de testemunhas, solicitou documentos para produção de provas, realizou perícias e acompanhou a leitura da defesa pessoal da presidente. "De todo modo, haja vista o entendimento que prevaleceu nesta comissão, os denunciantes asseveram que os crimes praticados no ano de 2015 são suficientes a ensejar o definitivo afastamento da denunciada", afirmaram os autores da denúncia nas alegações finais. Os juristas também afirmaram que a petista deveria ser afastada em definitivo "para o bem do país". Além disso, os citados autores disseram que os decretos e as "pedaladas" foram um "golpe eleitoral" que atingiu o povo brasileiro.
Em 28 de julho, Cardozo entregou as alegações finais de Dilma na fase intermediária. O documento de 524 páginas repetiu a tese de que não houve crime de responsabilidade nas "pedaladas fiscais" e na edição de decretos de crédito suplementar sem autorização do Congresso. A defesa incluiu o pedido do Ministério Público do Distrito Federal para que a Justiça Federal arquivasse uma investigação aberta a fim de apurar se houve crime em operações de crédito feitas por autoridades do governo da presidente Dilma. Além disso, a defesa alegou que o processo de impeachment, que foi classificado como "golpe", foi aberto em um ato de "vingança" e desvio de poder de Cunha. Por fim, alegou que a edição de decretos complementares sem a autorização prévia do Congresso faz parte da "rotina" de presidentes da República e não possui irregularidades.

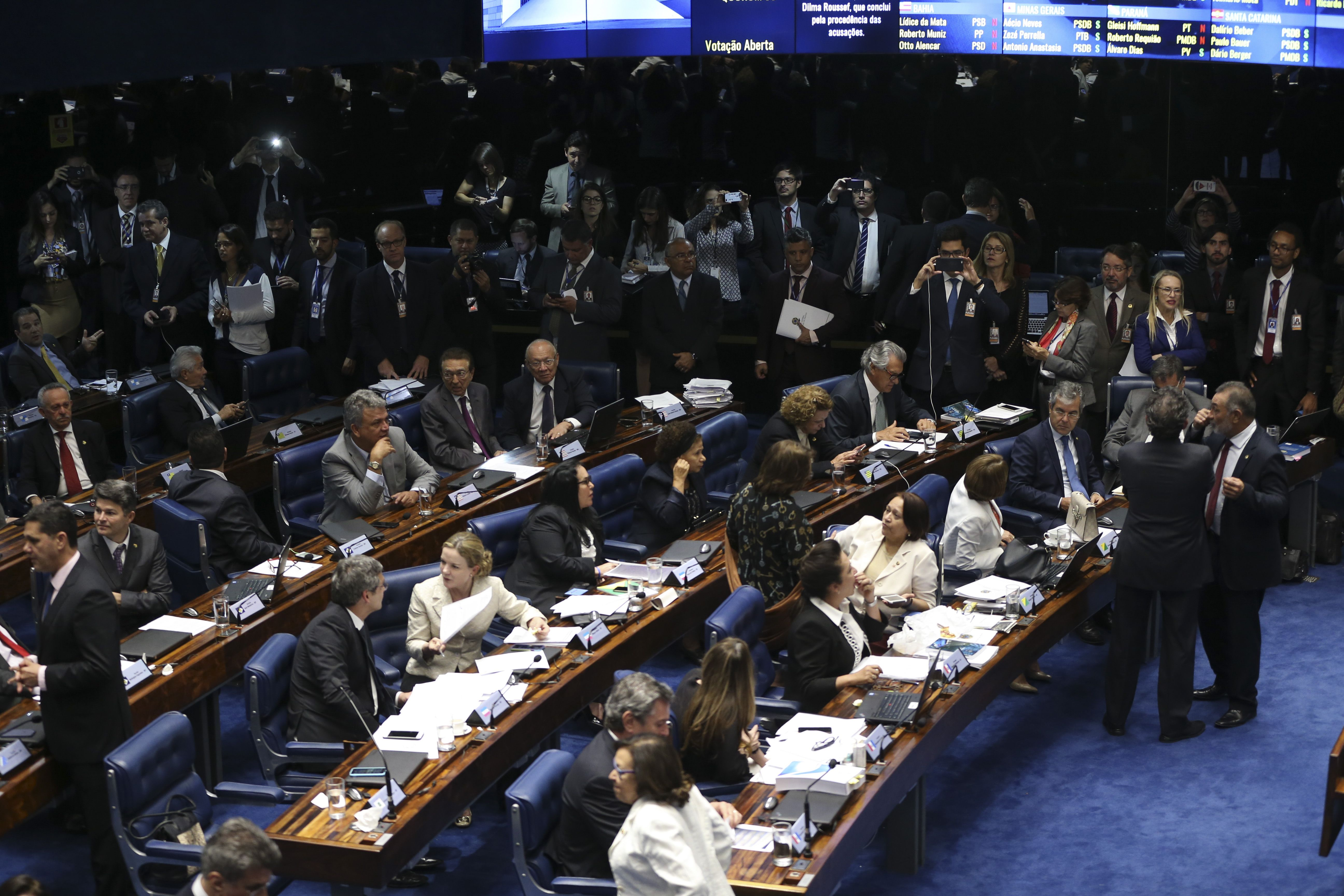
Sessão do Senado em que foi aprovado o relatório da Comissão Especial, em 10 de agosto.

Em 2 de agosto, Anastasia apresentou um parecer favorável ao processo de impeachment de Dilma. Ele apontou no relatório que havia provas de que Dilma teve responsabilidade sobre as ações de governo que configuraram crimes de responsabilidade. O relatório considerou que houve ilegalidade nos dois pontos da denúncia do impeachment: a edição de decretos que ampliaram a previsão de gastos do governo e as chamadas "pedaladas fiscais" no Plano Safra. Em 4 de agosto, os senadores integrantes da comissão aprovaram o relatório em votação vencida por 14 votos a 5. Assim, foi encerrada a segunda fase do processo, chamada "juízo de pronúncia", e o passo seguinte seria a votação do parecer no plenário do Senado. Se aprovado, os senadores decidiriam se havia elementos que justificassem o julgamento da presidente.
Na madrugada de 10 de agosto, o Senado aprovou, por 59 votos a 21, o texto principal do relatório, que recomendava a condução a julgamento da presidente afastada na Casa. Consequentemente, a presidente passou à condição de ré no processo. Comandada por Lewandowski, a sessão teve início às 9h44min do dia 9. A previsão inicial era a de que duraria pelo menos vinte horas e o relatório só fosse votado de madrugada. No entanto, a sessão foi encurtada depois de vários senadores inscritos, principalmente do PSDB e do PMDB, abrirem mão dos dez minutos a que cada um teria direito para discursar. Além dos discursos pró e contra Dilma, houve um pedido de suspensão e um questionamento de legitimidade do Senado e do relator, ambos rejeitados; e uma etapa de manifestações finais da acusação e da defesa. Com a conclusão da votação do relatório, o processo deveria ir a julgamento final no plenário do Senado, no fim do mês.

### Julgamento

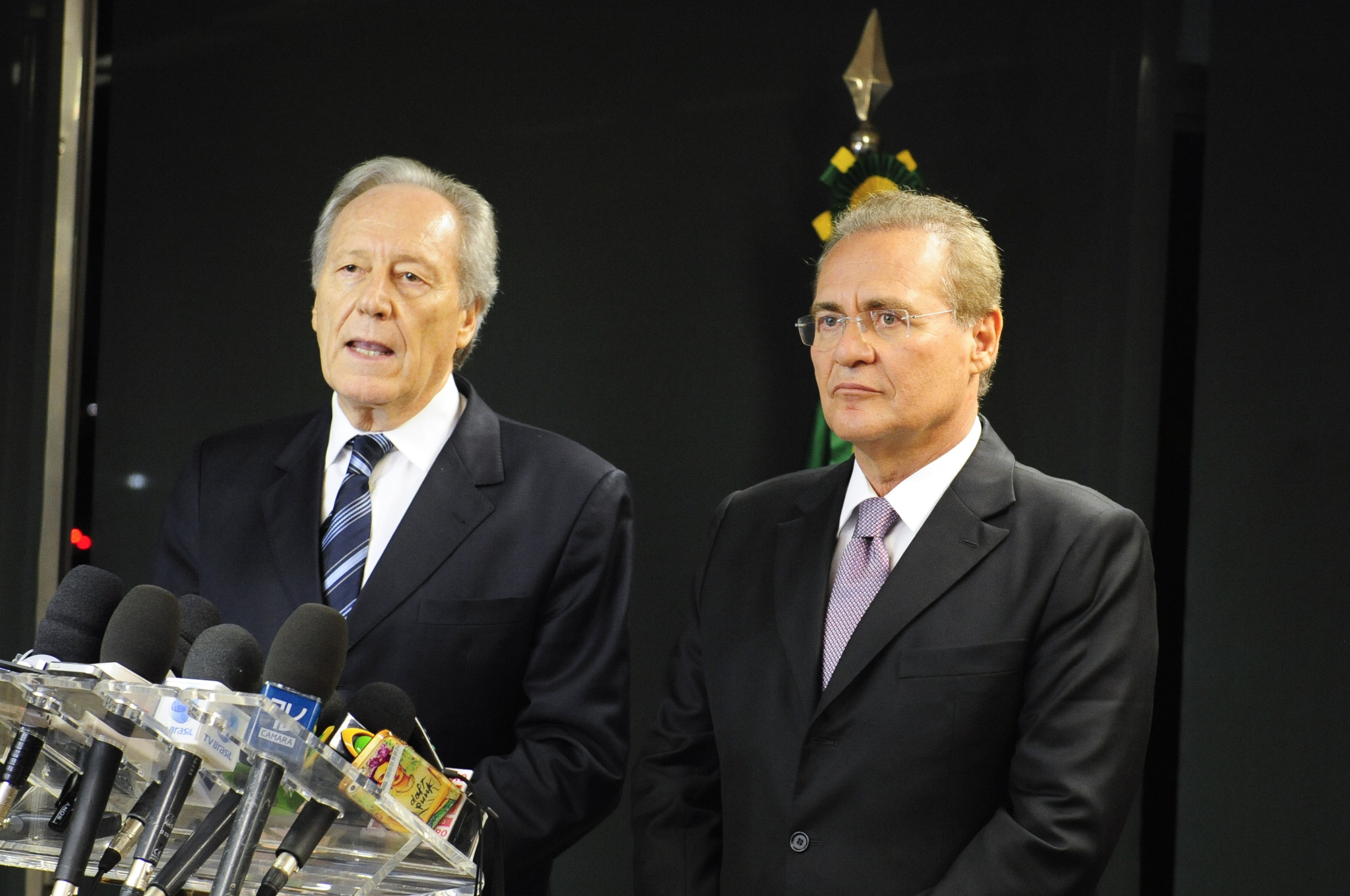
Os presidentes Ricardo Lewandowski, do STF, e Renan Calheiros, do Senado, em abril de 2016. Conforme previsão constitucional, Lewandowski presidiu o julgamento de Dilma.

Em 10 de agosto, a acusação apresentou o chamado libelo acusatório, que continha as acusações finais contra a presidente Dilma. Embora houvesse o prazo de 48 horas para apresentar esse documento, os juristas responsáveis pelo pedido de impedimento se anteciparam para acelerar o julgamento. Além disso, Miguel Reale Júnior informou que a acusação iria abrir mão de três das seis testemunhas a que teria direito no processo e sinalizou que, no dia do julgamento final, poderia até dispensar outras. A defesa também escalou as suas testemunhas, as mesmas que já haviam sido ouvidas pela comissão especial. Após a entrega das peças acusatória e defensiva, Lewandowski marcou para o dia 25 de agosto de 2016 o julgamento final do processo de impeachment. Em 12 de agosto, Cardozo entregou a defesa de Dilma, como uma resposta ao libelo, e foi definido o cronograma do julgamento, que se estenderia do dia 25 ao dia 30, podendo contar com o comparecimento da presidente.
Em 25 de agosto, a etapa final teve início com uma tumultuada sessão que se estendeu da manhã da quinta-feira até o começo da madrugada do dia seguinte, consistindo apenas de inquirição de testemunhas. Em 27 de agosto, Nelson Barbosa usou mais uma vez o argumento de que os decretos de crédito suplementar foram emitidos de acordo com a lei e que a mudança de entendimento do Tribunal de Contas da União não poderia ser usada de forma retroativa para condenar a presidente afastada. Ele também contestou a caracterização das pedaladas como operações de crédito, citando documentos do próprio TCU e de outros órgãos oficiais. Portanto, do seu ponto de vista, não se poderia falar em crime de responsabilidade.

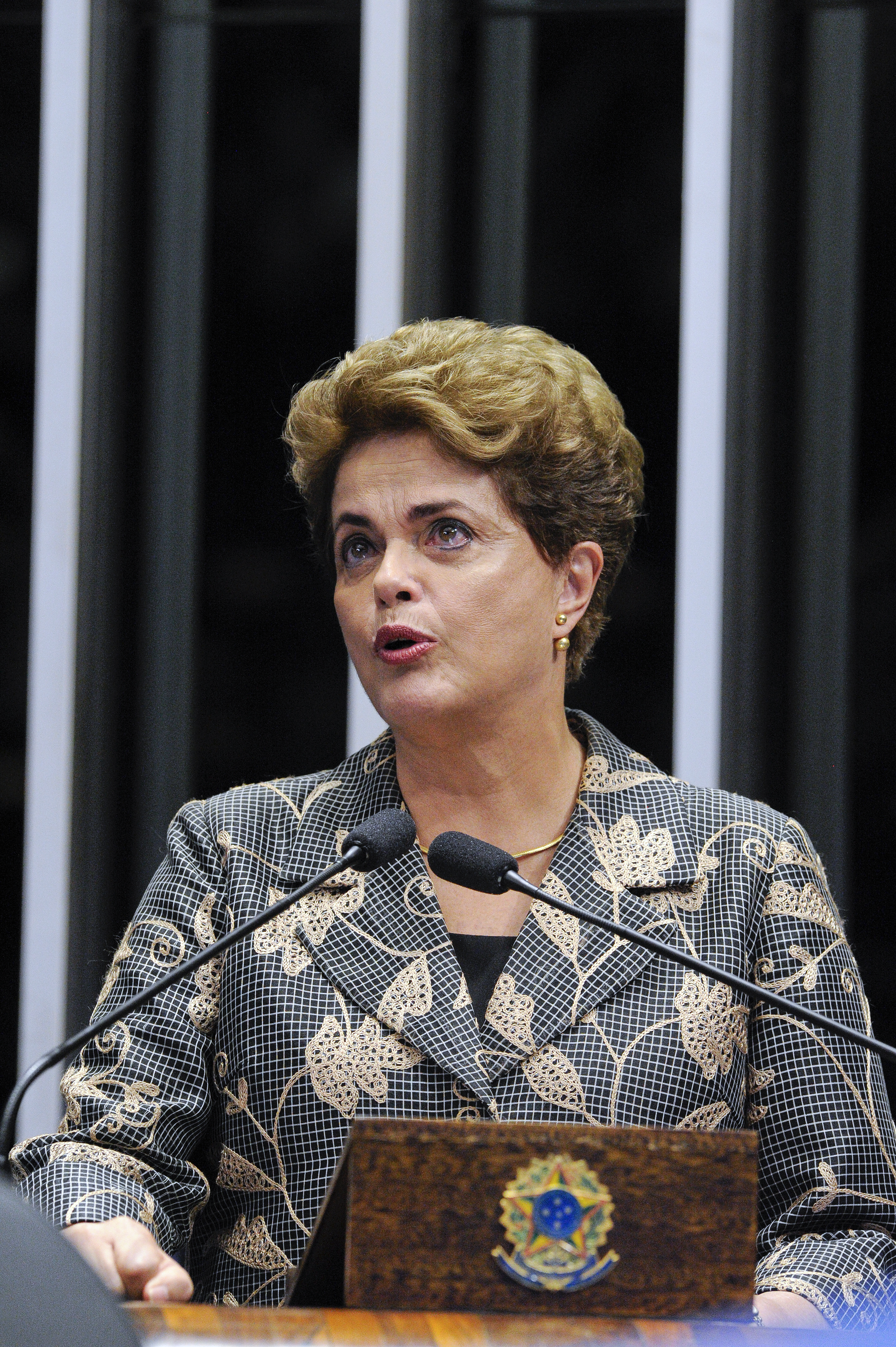
Dilma Rousseff defendendo-se no julgamento de seu processo de impeachment, em 30 de agosto de 2016.

Em 29 de agosto, Dilma compareceu ao Senado para se defender pessoalmente. Ela afirmou que não cometeu crimes de responsabilidade e que era vítima de um golpe de Estado. Disse também que só o povo pode afastar um presidente pelo que ela chamou de "conjunto da obra", visto que o presidencialismo não prevê a destituição do presidente quando este perde a maioria no Congresso. O discurso se estendeu das 9h53min às 10h39min. Seu conteúdo incluiu: referências à tortura sofrida durante a ditadura militar; sua convicção na democracia; a suposta ilegitimidade de Temer, a quem chamou de "usurpador"; a condição de "golpe" do processo de impedimento; e o medo de uma ruptura democrática no país. Dilma asseverou que não estava em jogo o seu mandato, mas sim as conquistas sociais dos últimos treze anos e atribuiu a Cunha a autoria do assim considerado golpe. Ela finalizou pedindo aos senadores que votassem pela democracia, esquecendo seus sentimentos pessoais.
A sessão continuou com respostas da presidente às perguntas dos 48 senadores inscritos. Sobre os decretos, ela respondeu que eles não descumpriam a legislação, pois a necessária autorização do Congresso já estava contida na lei orçamentária. Segundo Dilma, o entendimento de que a prática seria um tipo ilegal de operação de crédito só foi fixado pelo TCU no final de 2015 e os atrasos aos bancos já ocorriam em governos anteriores. Ela também afirmou que o Plano Safra do Banco do Brasil não era administrado diretamente por ela, o que excluiria a possibilidade de ser condenada pelas "pedaladas fiscais". Ao ser confrontada por senadores com o argumento de que o seu governo agravou a crise econômica, Dilma mencionou os impactos da crise internacional no país e disse ter feito "o impossível" para que os efeitos negativos não fossem sentidos no Brasil. A respeito da Petrobras, ela rebateu as críticas de que o seu governo teria destruído a empresa e afirmou que os investimentos em pesquisa e produção no pré-sal, na verdade, resgataram a estatal.
No dia 30 de agosto, houve debates dos advogados de defesa e acusação, além de discursos dos senadores; 43 fizeram discursos favoráveis ao impeachment e dezessete fizeram discursos contrários a ele. Em 31 de agosto, quarta-feira, o plenário do Senado condenou Dilma Rousseff à perda de seu cargo por 61 votos a 20, sob a acusação de ter cometido crime de responsabilidade fiscal. Houve uma segunda votação para decidir se Dilma deveria perder seus direitos políticos, com placar de 42 votos favoráveis e 36 desfavoráveis. Como houve três abstenções e seriam necessários 54 votos a favor, consequentemente ela não perdeu os direitos e ainda poderia se candidatar a cargos públicos. A condenação ocorreu após seis dias de julgamento no Senado, contando-se no total sete votações, desde 11 de abril de 2016, quando a Câmara aprovou o parecer da comissão especial.
O chamado "fatiamento" da condenação, que consistiu em aplicar a pena de perda do cargo, mas afastar a pena de inabilitação para o exercício de função pública, gerou enorme controvérsia no meio político e jurídico, o que levou ao questionamento perante o Supremo Tribunal Federal da decisão do Ministro Ricardo Lewandowski de admitir o requerimento de destaque para votação em separado da segunda parte da pena. Os Secretários-Gerais do Senado Federal, Luiz Fernando Bandeira de Mello, escrivão do processo, e do Supremo Tribunal Federal, Fabiane Duarte, responsáveis por assessorar o Ministro na Presidência das sessões no Senado, deram entrevistas e publicaram artigos buscando defender o posicionamento do Presidente do STF.
Seis dias após o impeachment, Dilma deixou o Palácio da Alvorada, a residência oficial da Presidência; e foi morar em Porto Alegre. Antes de deixar o Palácio, a agora ex-presidente entrou com uma ação no STF pedindo que o tribunal anulasse a votação final do impeachment no Senado e a mantivesse no cargo. Na ação, Dilma alegou que as pedaladas fiscais e que os decretos sem autorização do Congresso não eram crimes de responsabilidade e que, portanto, o Senado não poderia tê-la condenado. Dois dias depois, o ministro do STF Teori Zavascki negou essa ação porque, pela Constituição, cabe somente ao Senado analisar os aspectos do mérito do impeachment e o Senado é soberano para decidir a questão.

## Outros acontecimentos durante o processo

### Estratégia governista

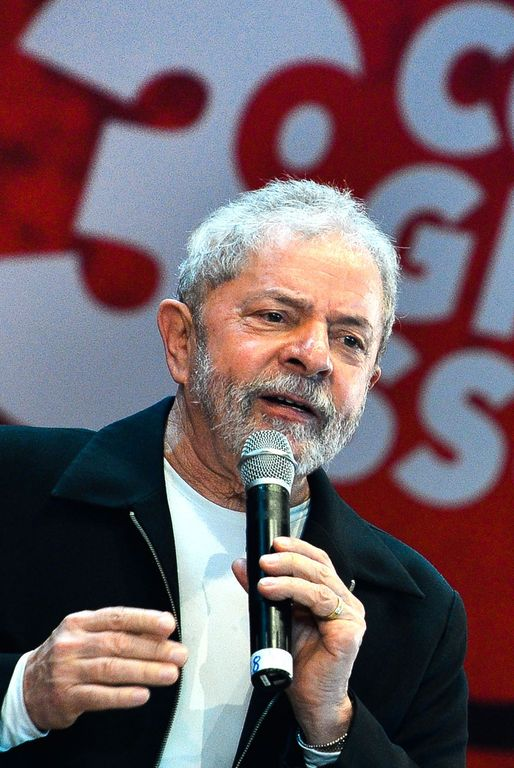
O ex-presidente Lula atuou como o principal negociador do governo junto aos congressistas.

Dilma criou uma estratégia que consistia em judicializar o processo no STF, apoiar os aliados, afastar os rebeldes, abrir os cofres públicos e principalmente rachar o PMDB, cujos votos seriam o diferencial. Ela mirava sua ofensiva no comando de Temer no PMDB, atraindo com cargos quem desafiasse o vice-presidente e ficasse do lado dela, assim como tirando os cargos governamentais dos aliados dele. Além disso, o governo tentava atrair o apoio de partidos médios e pequenos, como o PP, PSD e PR. Dilma também tentava vincular sua queda ao fim de programas sociais, como o Bolsa Família, e até mesmo ameaçou recorrer à Organização dos Estados Americanos (OEA).

### Estratégia oposicionista e virada do PMDB
A oposição também tinha uma estratégia para vencer Dilma no plenário. Uma das medidas era estimular as pessoas a se reunirem nas ruas, em grandes protestos por todo o país, o que foi feito com grande êxito por meio da internet. Outra arma era pressionar diretamente os parlamentares que não declaravam explicitamente o seu posicionamento a respeito do processo. Um dos grupos oposicionistas mais atuantes, o movimento Vem Pra Rua, mapeou declarações públicas contra e a favor do impeachment feitas por parlamentares em suas redes sociais e páginas oficiais e criou uma ferramenta virtual chamada Mapa do Impeachment, que contabilizava os votos a cada momento e encorajava os internautas a pressionarem os deputados indecisos nas redes sociais.
Em dezembro de 2015, o jornal O Estado de S.Paulo informou que um movimento pró-impeachment estava sendo articulado pelo vice-presidente Temer, colocando-se francamente ao lado da oposição. Ele pretendia primeiro unificar seu partido para depois conseguir o apoio de vários outros e então pressionar os ministros da sigla. Temer havia dito que convocaria uma convenção para consolidar o rompimento com o governo se Dilma insistisse em Leonardo Picciani para a liderança do PMDB na Câmara.
Em 27 de março, Temer já tinha oitenta por cento dos votos do diretório nacional. Além disso, havia um esforço para que os outros partidos da base aliada se unissem ao PMDB. O governo fazia tentativas desesperadas para manter a base, mas muitos consideravam que era tarde demais. Dois dias depois, Temer obteve uma grande vitória, pois o diretório nacional, em reunião de apenas três minutos, decidiu romper com o governo e determinou que todos os seus seis ministros deveriam abandonar os respectivos cargos. A reunião foi comandada pelo senador Romero Jucá, o primeiro vice-presidente. A decisão, além de enfraquecer a presidente, gerou a expectativa de que outros partidos da base aliada abandonassem o governo.

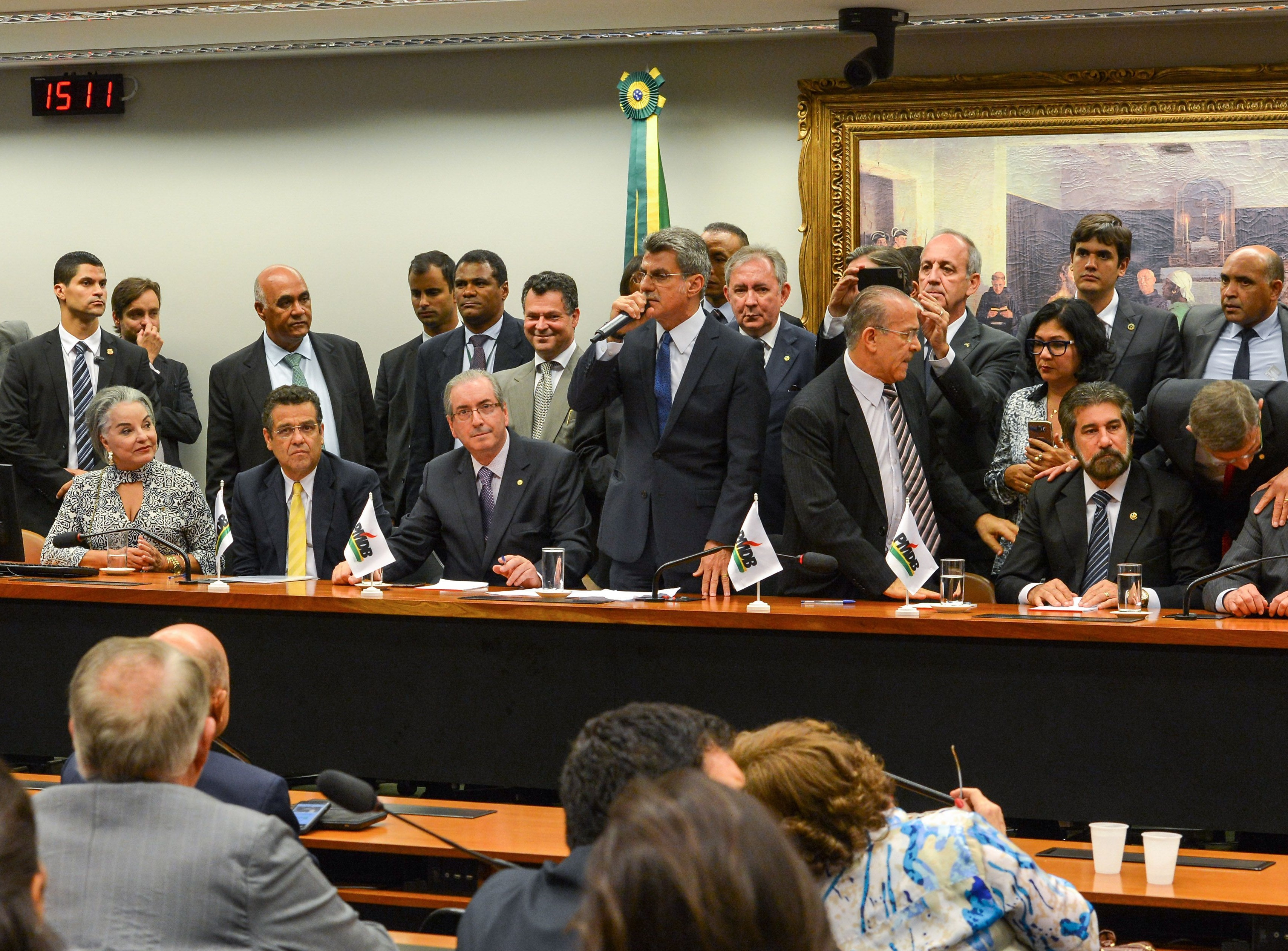
Reunião do PMDB que decidiu romper com o governo Dilma, em 29 de março.

Além de comandar o desembarque do PMDB, Temer já começava a construir o seu possível governo. O senador Jucá assumiu as funções de porta-voz e de articulador político para garantir o sucesso dessa potencial gestão. Ele negociava cargos com os mesmos partidos que Dilma tentava trazer para o seu lado: PP, PR, PSD e PTB. A única diferença era a forma de pressão: Jucá perguntava aos parlamentares se eles queriam ficar nos cargos de um governo que poderia cair em breve ou se preferiam aderir a Temer pelos próximos dois anos e meio. Dessa forma, Jucá foi o principal operador do grupo de Temer na busca dos votos necessários para a aprovação do pedido de impeachment no plenário da Câmara, oferecendo cargos no futuro governo Temer a partidos políticos.
A missão que Temer confiara a Jucá era dupla. A primeira era defender o vice-presidente dos ataques que ele vinha sofrendo de integrantes da cúpula do PT e do Planalto desde o desembarque do partido. A segunda, considerada internamente como a mais relevante, era contrabalançar as manobras de Lula para manter a integridade da base aliada e conter o avanço do processo contra Dilma. Para melhor atingir suas metas, ele se encontrava com líderes partidários que queriam se manter ao lado da presidente e buscava aproximação com Cunha. Entretanto, ele também sofria críticas dos ministros do partido que permaneciam no governo.
Em 11 de abril, Temer enviou um áudio a parlamentares do PMDB, praticamente se assumindo como o novo presidente. Ele disse que esperaria a decisão do Senado, no qual tinha plena confiança, mas já começava a falar de uma eventual gestão, enfatizando que não iria acabar com os programas sociais, mas iria exigir sacrifício da população. Para ele, o fundamental seria a unificação do país e o apoio de todos os partidos para que pudesse haver um governo de "salvação nacional". A participação da iniciativa privada também seria fundamental na recuperação do país. Pela versão oficial, o áudio foi equivocadamente divulgado por Temer em um grupo do WhatsApp. De qualquer forma, o vice-presidente assumiu a autoria do discurso, que foi visto como um "ensaio" de seu primeiro pronunciamento à nação se o impeachment fosse concretizado.
O áudio de Temer recebeu ampla repercussão. No governo, o impacto foi bastante negativo: enquanto Dilma acusou Temer de chefiar uma conspiração contra ela, ministros governistas defenderam que o vice deveria renunciar caso o impeachment fosse derrotado. Nos dias seguintes, Temer passou a receber, no Palácio do Jaburu, visitas de parlamentares favoráveis ao impeachment e articular pessoalmente a aprovação do afastamento da presidente.

### Denúncias de compra de votos
Segundo a revista IstoÉ, o governo lançou mão de toda forma de compra de votos para assegurar a sua vitória na Câmara. A negociação envolvia desde emendas constitucionais e cargos públicos até dinheiro em caixa, lembrando o caso do Mensalão. Entretanto, aquela compra de votos era feita com o desvio de verbas públicas e a lavagem de dinheiro por meio de agências de publicidade. Agora, o dinheiro negociado com os deputados vinha diretamente do orçamento federal, dos impostos. Silvio Costa (PTdoB-PE) era o responsável por negociar pessoalmente com os seus colegas os votos contra o impedimento, o que ele fazia até mesmo sob os olhos da imprensa. O governo abordava até os deputados que declararam apoio ao processo, como Heitor Schuch e José Stédille, ambos do PSB gaúcho, os quais teriam recebido a proposta de R$ 2 milhões pelo voto favorável a Dilma.
Ainda conforme a revista, Lula, auxiliado por Jaques Wagner e Ricardo Berzoini, mantinha um escritório dentro de um hotel de luxo em Brasília, no qual recebia políticos e oferecia cargos e emendas, de uma forma totalmente pragmática: quem oferecesse mais votos receberia mais vantagens. Em uma visita domiciliar, o PT ofertou a Helder e Jader Barbalho uma série de benefícios, como R$ 3,2 bilhões para obras portuárias no Pará, com vistas à campanha pelo governo do estado. A partir de então, Hélder se tornou um dos mais ativos articuladores, dentro do PMDB, a favor de Dilma. Outro aliado que o PT conquistou foi Ciro Nogueira, presidente do Partido Progressista, cuja missão era conseguir os votos de sua bancada. Dentro da Câmara, o deputado Aguinaldo Ribeiro, o Ministro de Transportes, Antonio Carlos Rodrigues, o ex-ministro Alfredo Nascimento, o ex-prefeito de São Paulo, Gilberto Kassab, e o líder do governo na Câmara, José Guimarães, eram articuladores do governo na Casa. Havia também uma investida em deputados do interior, menos suscetíveis às pressões do eleitorado e mais presos às conveniências locais, sendo portanto mais sedentos de emendas e cargos.
A versão de compra de votos foi contestada pelo ministro Berzoini. Ele disse que o governo estava conversando com os deputados, caso a caso, corpo a corpo, procurando pessoas que ouvissem seus argumentos. Segundo o ministro, o propósito do governo era buscar demonstrar que o pedido de impeachment era improcedente com base em argumentos, os quais procuravam provar que não havia configuração de crime de responsabilidade e que o relatório de Jovair estava politizando um exame que era fundamentalmente um exame de mérito. Ainda nas palavras de Berzoini, a ação do governo era absolutamente direta, transparente, no sentido de mostrar que não se pode brincar com a democracia, e que era hora de ter um juízo absolutamente desprovido de paixões. Não se tratava de gostar ou não do governo, de apoiar ou não a presidente, mas sim de cuidar da democracia, que é um bem fundamental de todo o povo brasileiro. Naquele momento, Dilma estava se reunindo com líderes partidários favoráveis a ela, incluindo membros do PMDB. Depois do encontro, ela fez um discurso em que propôs um "grande pacto" e um "diálogo nacional" com todos os segmentos da sociedade, caso o impeachment fosse derrotado.
Mais tarde, após o fim do processo de impeachment, de acordo com a delação de Joesley Batista, ele teria sido procurado por parlamentares a favor do governo Dilma para comprar 30 votos contra o impeachment, mas não teria condições financeiras de arcar com todos os pagamentos e teria negociado a compra de cinco, em um valor total de 35 milhões de reais. Segundo o delator, o dinheiro era distribuído pelo deputado federal João Bacelar.
Segundo Lúcio Funaro, delator na Operação Lava Jato, em depoimento em agosto de 2017, o ex-presidente da Câmara dos Deputados, Eduardo Cunha, teria recebido um milhão de reais para comprar votos a favor do impeachment de Dilma Rousseff. Funaro disse que recebeu as mensagem de Cunha dias antes da votação do impeachment. "Ele me pergunta se eu tinha disponibilidade de dinheiro, que ele pudesse ter algum recurso disponível pra comprar algum voto ali favorável ao impeachment da Dilma. E eu falei que ele podia contar com até R$ 1 milhão e que eu liquidaria isso para ele em duas semanas no máximo", disse Funaro em depoimento à justiça.

## Reações e repercussão

### Manifestações favoráveis
Em 13 de dezembro de 2015, um ato convocado através de sites de rede social reuniu 6 mil pessoas em Brasília, de diversas inclinações políticas, pedindo impeachment da Dilma e cassação do mandato de Eduardo Cunha; atos semelhantes ocorreram em outras 100 cidades, incluídas todas as capitais.
Em março de 2016, vários fatos agitaram a opinião pública a favor do impeachment: João Santana, marqueteiro das duas campanhas presidenciais de Dilma, é preso pela Operação Lava-Jato; a delação premiada de Delcídio do Amaral vaza, espalhando as graves acusações de que Dilma sabia do esquema de corrupção da Petrobrás e tentava obstruir as investigações; e o pedido de prisão, pelo Ministério Público de São Paulo, do ex-presidente Lula, seguido de Lula estar cotado para assumir um ministério, o que lhe traria foro privilegiado.
Diante deste quadro, em 13 de março, os protestos pelo impeachment de Dilma obtiveram adesão tamanha a ponto de ser considerado o maior ato político da história do país, superando mesmo as Diretas já de 1984: as estimativas ficaram entre 3,6 milhões (pelas polícias militares) e 6,9 milhões (pelos organizadores), em 337 municípios.
Em 2016, após a divulgação de gravações entre Lula e a presidente Dilma, o conteúdo de uma das conversas gerou dúvidas sobre a real intenção de Dilma, e sugeriu-se que a presidente estava tentando obstruir a justiça com a nomeação.
 A confirmação da posse de Lula como Ministro da Casa Civil causou grande indignação pública, com protestos em muitas cidades do país. Os eventos da quebra do sigilo e da posse de Lula agravaram a crise política e, consequentemente, os riscos de o pedido de impeachment ser levado até o fim, com a perda do cargo de Dilma.
Gustavo Franco, ex-presidente do Banco Central durante o governo de Fernando Henrique Cardoso, teorizou que o erro do governo foi começar a gastar demais depois da descoberta do pré-sal, como se o Brasil fosse uma nova Venezuela, rico em petróleo, e como se não houvesse mais limites para os gastos públicos. Ainda nas suas palavras, a solução econômica moderna para os países era conter gastos e a dívida interna do país estava fora da capacidade de pagamento do governo. Ele também citou a corrupção e disse que as "pedaladas fiscais", que eram uma manobra para pagar programas sociais, foram uma confissão de crime. A Federação das Indústrias do Estado de São Paulo (FIESP) aderiu aos apoiadores do impeachment, após uma pesquisa de opinião com os empresários de São Paulo confirmar esta posição. Em dezembro de 2015, a Federação das Indústrias do Estado do Rio de Janeiro (FIRJAN) também posicionou-se a favor.

### Manifestações contrárias
Posicionaram-se contra o impeachment o Conselho Nacional de Igrejas Cristãs, Conferência Nacional dos Bispos do Brasil, reitores e pró-reitores de 41 universidades e institutos técnicos federais, a Central Única dos Trabalhadores, o Movimento dos Trabalhadores Rurais Sem Terra, a União Nacional dos Estudantes, a Confederação Nacional dos Trabalhadores na Agricultura, a Marcha Mundial das Mulheres, 16 governadores, 16 prefeitos de capitais,
O jurista Marcello Lavenére, que era presidente da OAB em 1992 e que foi o autor do pedido de impeachment de Fernando Collor, afirmou que o caso de Dilma era diferente porque ela não era alvo de acusações de prática de atos ilícitos. Na visão de Lavenére, seria na verdade um caso de disputa política; ele repudiou a controvérsia sobre a meta fiscal, defendendo a impossibilidade de um mandato ser afetado por atos do mandato anterior (as pedaladas). Segundo esse raciocínio, os atos da presidente no primeiro mandato poderiam ser usados contra ela na esfera judicial, mas não poderiam barrar o segundo mandato.
Quanto às manifestações populares, movimentos sociais e sindicais, professores e estudantes fizeram passeatas nas ruas, no dia 16 de dezembro, em 23 cidades, incluindo dezoito capitais, defendendo o Partido dos Trabalhadores e a democracia, manifestando-se contra o pedido de abertura de impeachment da presidente Dilma Rousseff e pedindo a saída de Eduardo Cunha da Câmara. Participaram do ato integrantes da CUT, da Intersindical, do Movimento dos Trabalhadores Rurais Sem Terra (MST), do Movimento dos Trabalhadores Sem Teto (MTST), da Central dos Trabalhadores e Trabalhadoras do Brasil (CTB), da União Nacional dos Estudantes (UNE), entre outras entidades. Logo após a formação da comissão de impedimento na Câmara dos Deputados, houve uma série de manifestações pró-Dilma em todo o país. Os 26 estados e o Distrito Federal tiveram protestos na sexta-feira, 18 de março, com gritos de "não vai ter golpe" e faixas "em defesa da democracia". Os atos foram convocados por movimentos sociais e pelas entidades CUT e UNE. Lula fez um discurso na manifestação da Avenida Paulista, em São Paulo. Ele disse que "entrou no governo para fazer a coisa que tem que fazer" e que o restante do mandato de Dilma "é tempo suficiente para a gente virar esse país".
Durante o processo, muitos atos públicos contra e a favor continuaram acontecendo. Em 31 de março, no momento da efervescência da comissão especial, milhares de pessoas foram às ruas em diversas cidades, protestando contra o pedido de impedimento e se posicionando "a favor da democracia". Esse evento foi convocado pela Frente Brasil Popular e pela Frente Povo sem Medo. Responsáveis por reunir mais de sessenta movimentos sociais e sindicatos, as entidades também protestaram contra o ajuste fiscal e a reforma da Previdência. Os outros partidos de esquerda aderiram ao movimento, apesar das divergências com o governo. Na Praça da Sé, cerca de cinquenta mil pessoas se reuniram com o bordão "Em Defesa da Democracia, Golpe Nunca Mais". Reuniões populares semelhantes aconteceram por todo o país. De acordo com as estimativas, entre 159 mil (segundo as polícias militares) e 824 mil (segundo os organizadores) pessoas estiveram presentes. Horas após a cassação, a Frente Nacional de Prefeitas e Prefeitos expressou insegurança diante do precedente criado pela decisão. "O precedente do impeachment de um governante por não atendimento à lei fiscal, nos leva a considerar que os demais governantes, sejam prefeitos ou governadores, também estão com seus mandatos ameaçados", declarou o secretário-executivo da entidade.

### Imprensa estrangeira
Até meados de agosto de 2015, a imprensa internacional colocou-se majoritariamente contrária ao impeachment de Dilma. Nesse sentido, o The New York Times, o The Financial Times, o El País e o France Presse divulgaram editoriais ou notícias contrários à medida. Na opinião do Financial Times, se fosse destituída, Dilma "provavelmente seria substituída por outro político medíocre". Na avaliação do France Presse, o impeachment colocava em risco a democracia no país, enquanto o The New York Times expôs que a presidente "admiravelmente não demonstrou esforços para constranger ou influenciar as investigações [da Operação Lava Jato]".
Logo após a aceitação do pedido, o jornal francês Le Figaro declarou que "A decisão de abrir o processo de impeachment arrisca afundar o Brasil em uma gravíssima crise política que pode paralisar por meses o gigante da América Latina (...)". O italiano La Repubblica relatou que o processo era um confronto entre o Presidente da Câmara e a Presidente da República. Da mesma forma, o Le Monde citou que a abertura do processo era um ato de vingança pessoal de Eduardo Cunha.
Em 18 de março de 2016, um editorial do The New York Times afirmou que Dilma estava "lutando por sobrevivência política" no momento em que o clamor por seu impeachment aumentava e classificou como "ridículos" os motivos apresentados para nomear Lula. A Bloomberg igualmente criticou a nomeação de Lula, dizendo que "Dilma Rousseff zomba da Justiça brasileira". Em 20 de março, o The Guardian, também em editorial, declarou que, se Dilma não conseguisse restaurar a calma, deveria convocar novas eleições ou renunciar. O jornal também disse que a crise poderia levar a uma intervenção militar e evidenciava mais um exemplo de reversão da "guinada à esquerda".
Em 23 de março, a The Economist publicou uma matéria com o título Time to go (ou "hora de ir", em tradução livre). Segundo a matéria, a saída de Dilma "ofereceria ao Brasil a oportunidade de um novo começo". Em relação a um potencial governo Temer, a revista disse que "Apesar de o mercado empresarial enxergar possível melhora da economia com Temer no comando do governo, os brasileiros não compartilham esse entusiasmo". A publicação também ressaltou que o próximo presidente iria herdar muitos conflitos políticos, retração do PIB, inflação alta, grande desemprego e outros problemas na economia.
As reações da imprensa europeia à votação no plenário da Câmara foram bastante negativas. O El País ridicularizou os argumentos dos deputados que votaram a favor da admissibilidade do impeachment, afirmando que os motivos reais para o impedimento foram esquecidos. A revista Der Spiegel afirmou que o Congresso mostrou "sua verdadeira cara" e que os oposicionistas cobrariam cargos no governo de Temer e esperavam extinguir a Operação Lava Jato. O semanário Die Zeit afirmou que a votação parecia um carnaval, citando "lembranças aos netos, xingamentos contra a educação sexual nas escolas, paz em Jerusalém (...)". O diário Süddeutsche Zeitung lembrou que não havia provas de corrupção contra Dilma e que muitos dos parlamentares eram alvos de processos por corrupção.
Para o The Guardian, o ponto mais baixo da votação da Câmara foi quando Jair Bolsonaro dedicou seu voto a Carlos Brilhante Ustra, o coronel que comandou a tortura do DOI-CODI durante a ditadura militar, e levou uma cusparada do deputado Jean Wyllys. O El País também mencionou o tumulto e "cânticos um tanto ridículos às vezes", acusando a condução de Cunha de ser "um sintoma da estrutura moral de boa parte do Congresso brasileiro". O Le Monde destacou que o marketing do governo sobre a prática de "golpe" contra a presidente não teve sucesso, apesar de boa parte dos deputados favoráveis ao impeachment também serem acusados de corrupção, assegurando ainda que Dilma caiu devido a "erros econômicos, diplomáticos e políticos que ajudaram a fazer dela a chefe de Estado mais impopular da história da jovem democracia brasileira".
Após a votação da instauração do processo no Senado, o The Guardian e o The New York Times criticaram o processo em editoriais. Para o primeiro, o sistema político é que deveria ser julgado, e não Dilma. O segundo, por sua vez, afirmou que a presidente afastada pagou um preço "desproporcionalmente alto" por erros administrativos que cometeu, enquanto vários de seus maiores detratores foram acusados de crimes mais flagrantes. O Financial Times avaliou o afastamento como "longe de ser perfeito", mas ponderou que, se o governo substituto conseguisse colocar a economia de volta aos trilhos e continuasse com a luta contra a corrupção, deixaria um legado considerável".
Em 31 de agosto, dia da declaração de impedimento de Dilma, a imprensa estrangeira não se mostrou otimista quanto ao futuro do Brasil. Para o The Washington Post, o processo serviu apenas para alienar mais ainda eleitores desencantados com o sistema político e expor as fraquezas do mesmo, além de desorganizar a esquerda brasileira e revelar um presidente interino tão impopular quanto Dilma. O Wall Street Journal afirmou que uma possível reforma da Previdência e um limite constitucional aos gastos públicos provavelmente não passariam no Congresso, enquanto as primeiras ações de Temer no cargo iam em sentido oposto: carência a estados endividados com a União e aumentos para servidores públicos muito bem pagos. A revista Fortune descreveu a permanência, no Brasil, de um cenário de "tempestade perfeita": economia global menos favorável, recessão profunda, desequilíbrio fiscal, escândalo de corrupção em curso e o usual embate político. O Clarín, da Argentina, escreveu que todos eram culpados e que o erro institucional de ter tirado Dilma à força, além do precedente inquietante de fragilidade democrática que se derramava sobre a região, tinha o agravante de não ter aprofundado o caminho para convocar eleições antecipadas, que constituiriam um governo eleito para pilotar uma tempestade destinada a se agravar.

### Líderes estrangeiros e entidades internacionais
Em 22 de março, a Comissão Econômica para a América Latina e o Caribe (CEPAL) das Nações Unidas enviou uma mensagem à presidente Dilma, respaldando o Estado Democrático de Direito e o exercício do Poder Executivo. A secretária desse organismo, Alicia Bárcena, citou os avanços sociais e políticos do Brasil na última década e manifestou a sua preocupação com a estabilidade democrática do país. Ela enfatizou o compromisso de Dilma com a justiça e a igualdade: "Nunca, na história do Brasil, tantos e tantos de seus compatriotas conseguiram fugir da fome, da pobreza e da desigualdade". Ao reconhecer a cultura da corrupção, ela apoiou "a criação de nova legislação mais severa e instituições repressivas mais fortes". E completou, dizendo-se preocupada com os ataques midiáticos que visavam a "demolir a sua imagem e o seu legado, ao mesmo tempo em que se multiplicam os esforços para reduzir a autoridade presidencial e interromper o mandato que os cidadãos lhes deram nas urnas".

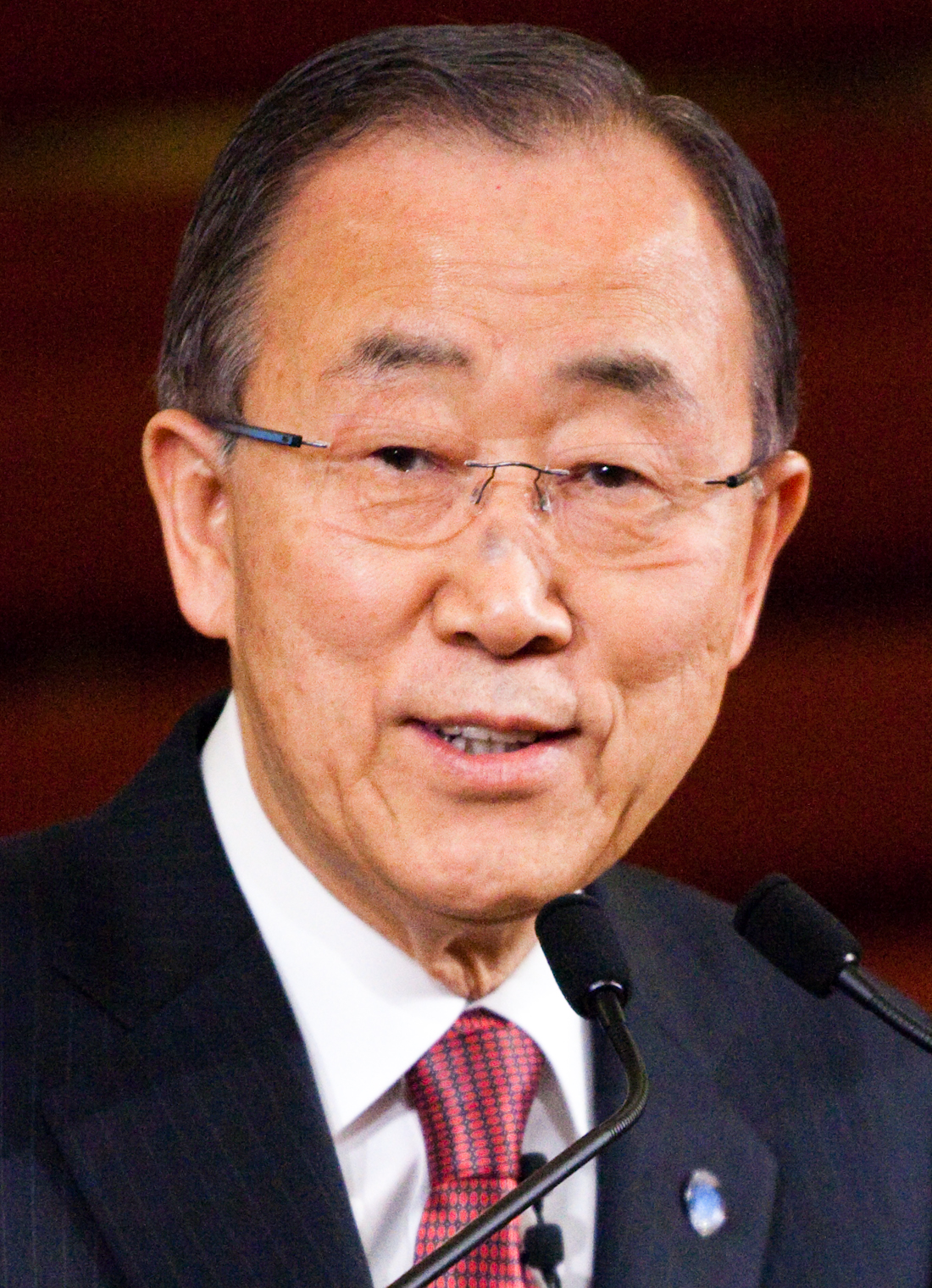
Ban Ki-moon afirmou que qualquer instabilidade política no Brasil era uma preocupação para a ONU.

Os presidentes Evo Morales, da Bolívia, e Nicolás Maduro, da Venezuela, alertaram para o risco de um "golpe de Estado" contra Dilma. O uruguaio Tabaré Vázquez também declarou ser contrário ao afastamento de Dilma. Morales foi além e pediu uma reunião de emergência da UNASUL, com o objetivo de defender a presidente brasileira. Em meados de março de 2016, a assessora de Segurança Nacional dos Estados Unidos, Susan Rice, afirmou que "Os cidadãos estão levantando suas vozes em nome de princípios que estão na base das sociedades democráticas e justas, incluindo o Estado de Direito, o devido processo legal e [a necessidade de] prestação de contas". Poucos dias depois, o presidente Barack Obama avaliou que o "Brasil tem uma democracia madura, vai superar a crise e sair fortalecido".
Em 12 de abril, a ONU voltou a se manifestar. Ravina Shamdasani, porta-voz do Alto Comissariado da ONU para Direitos Humanos, em uma conferência de imprensa em Genebra, na Suíça, fez um apelo para que o Poder Judiciário fosse respeitado e para que a democracia brasileira, pela qual o país lutou tanto, não fosse minada no processo de impedimento. Na semana anterior, o Secretário-Geral Ban Ki-moon já havia dito que, embora o problema político ainda fosse doméstico, o Brasil é um país muito importante e que qualquer instabilidade política no país é uma preocupação social para a entidade, pedindo aos líderes nacionais a prevenção de um impacto internacional a partir da crise corrente.
Em 18 de maio, pela primeira vez, representantes dos Estados Unidos defenderam a legalidade do processo de impedimento. Em um debate na Organização dos Estados Americanos, o representante norte-americano Michael Fitzpatrick disse que não havia um golpe branco no Brasil e que o processo estava respeitando a legislação e a democracia. Isso aconteceu logo após representantes da Venezuela, das Honduras e da Bolívia terem pedido para falar e denunciado um suposto golpe branco em andamento no Brasil. Da mesma forma que os norte-americanos, o representante da Argentina também rejeitou a tese de que o afastamento da presidente era um golpe.

### Ordem dos Advogados

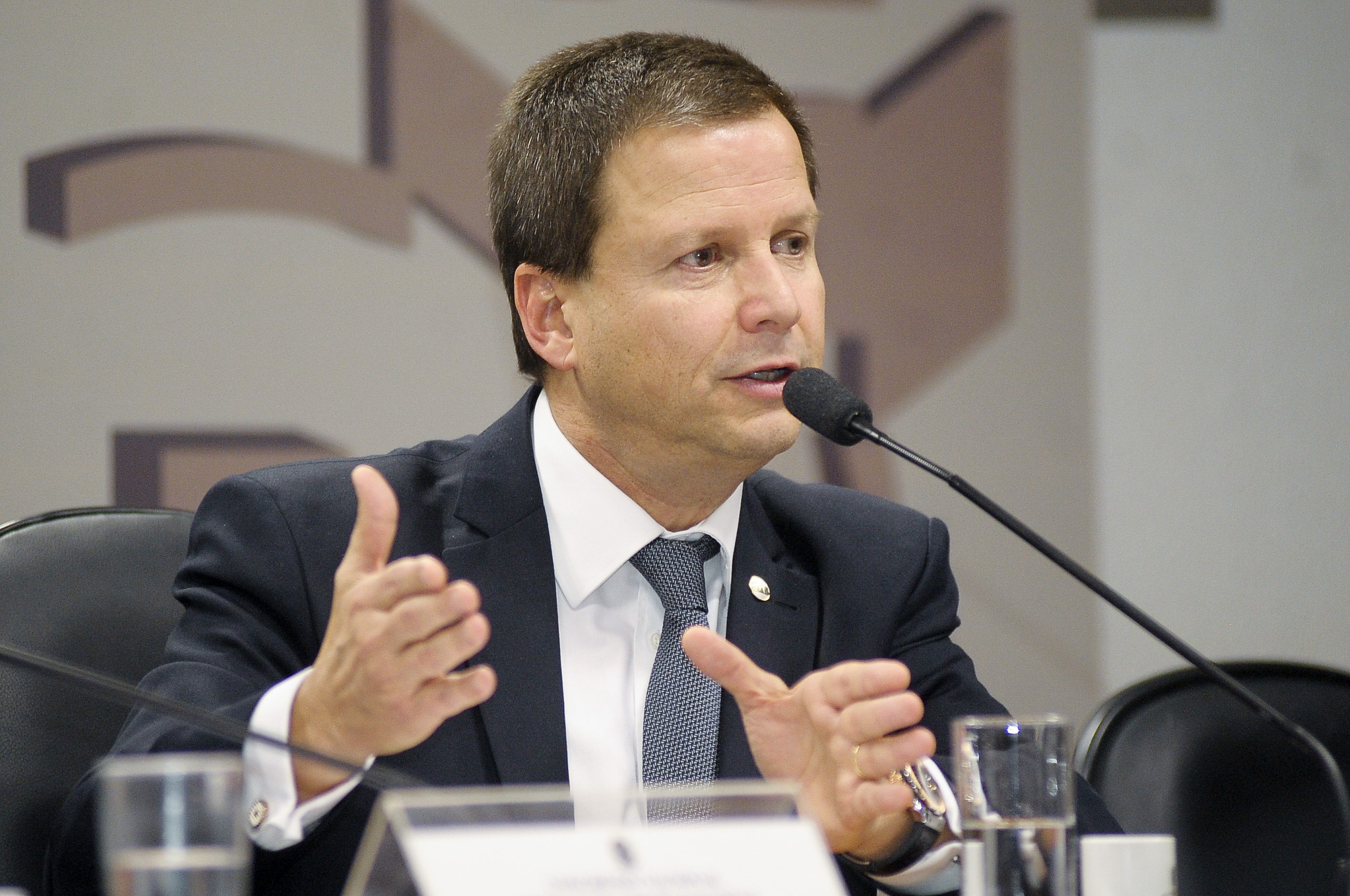
Claudio Lamachia, presidente da OAB, em junho de 2016.

O advogado Erick Venâncio, relator de uma comissão que analisou o impeachment de Dilma na Ordem dos Advogados, apresentou, no dia 18 de março, um relatório favorável ao processo de impedimento por suposto cometimento de crimes de responsabilidade. A conclusão do relatório da comissão foi que a presidente incorreu em crimes de responsabilidade em função de: ter autorizado as chamadas "pedaladas fiscais"; ter praticado a renúncia fiscal concedida para a realização da Copa do Mundo de 2014; e ter efetuado uma suposta interferência na Operação Lava Jato, a partir da delação premiada do senador Delcídio.
Dessa forma, a presidente violou a Constituição e deveria passar pelo processo de impedimento. Venâncio também citou a nomeação do ministro Marcelo Navarro no Superior Tribunal de Justiça, supostamente sob o compromisso de libertar empreiteiros presos por suspeita de corrupção, e considerou haver "indevida ingerência" de Dilma na nomeação do ex-presidente Lula para a Casa Civil, supostamente para transferir a investigação da primeira instância para o STF. Cardozo contestou o relatório. Ele disse que as "pedaladas fiscais" não poderiam ser usadas para uma interferência no segundo mandato e que as alegações do relatório deveriam ser investigadas. Nas palavras dele: "Collor teve direito a uma CPI que o investigasse. Nós pedimos só o direito a sermos investigados antes que esse colegiado tome decisão inclusive fazendo referência a provas que nós advogados sempre repudiamos".
Em 18 de março de 2016, a OAB, por 26 votos a 2, decidiu apoiar o pedido de impeachment, baseada no parecer de Venâncio. Em 23 de março, a entidade anunciou que, a partir do relatório, iria protocolar um novo pedido de impedimento. Em reunião do Conselho Federal da OAB, 26 das 27 bancadas estaduais da Ordem votaram a favor do apoio à instauração do processo; somente a do Pará votou contra. Em 28 de março de 2016, a OAB enviou um novo pedido de impeachment à Câmara dos Deputados, apoiado por centenas de advogados, conselheiros federais e presidentes de seccionais. O presidente da Ordem, Claudio Lamachia, afirmou se tratar de uma decisão respaldada pelos dirigentes nacionais, os quais foram eleitos por quase um milhão de advogados do país. O presidente disse que a OAB não é do governo nem da oposição, tendo como norte os cidadãos.

### Dilma Rousseff

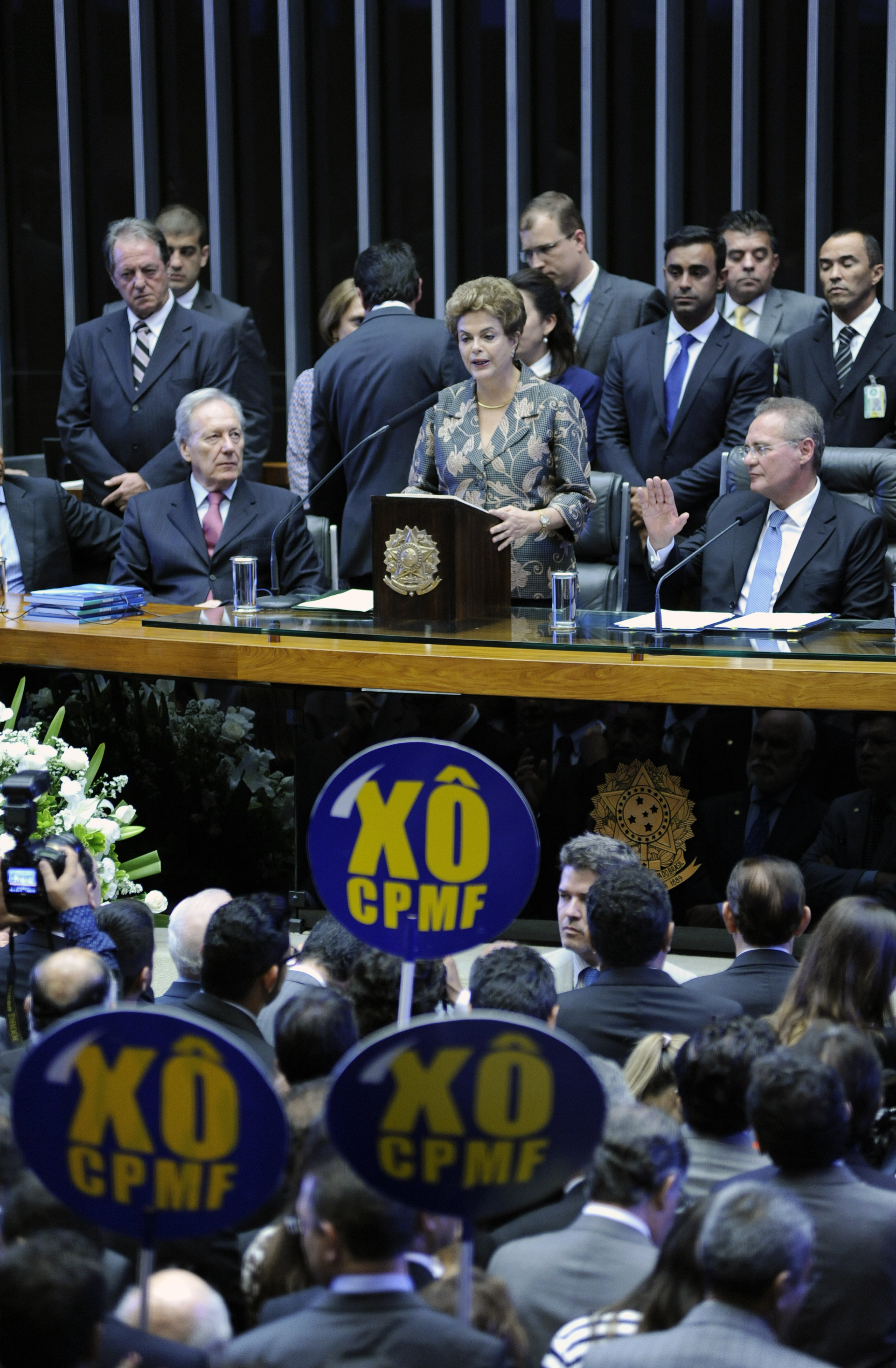
Dilma lendo sua mensagem de 2016 ao Congresso Nacional, em 2 de fevereiro de 2016.

No centro da crise, Dilma tentou construir a imagem de uma mulher guerreira, que enfrentou a ditadura militar e agora enfrentava um tipo de golpe de Estado. Ela também expressava inconformismo com a condução do processo por Cunha e por ser acusada de manobras econômicas que, segundo ela, nada tinham de criminoso. Em mais de uma ocasião, a presidente negou enfaticamente que renunciaria à Presidência e acrescentou que aqueles os quais pediam a sua renúncia reconheciam que não havia uma base real para o seu impeachment.
Em 22 de março, Dilma voltou a declarar enfaticamente que não renunciaria e classificou o processo de impedimento como um crime contra a democracia. Segundo ela, o impedimento é um instrumento previsto na Constituição para afastar um presidente que cometeu crime de responsabilidade. Sem existir esse crime, o processo de impedimento se torna um crime contra a democracia. E completou: "Pode-se descrever um golpe de Estado com muitos nomes, mas ele sempre será o que é: a cultura da ilegalidade, atentado à democracia. Não importa se a arma do golpe é um fuzil, uma vingança ou a vontade de alguns de chegar mais rápido ao poder". Dois dias depois, Dilma também prestigiou a nomeação de Lula e disse ter a convicção de que obteria os votos necessários na comissão de impedimento.
Após a votação do relatório da comissão, Dilma fez um discurso no Palácio do Planalto. Ela qualificou o relatório aprovado como uma fraude, a "maior fraude jurídica e política de nossa história", acrescentando que o documento seria tão frágil e sem fundamento que até mesmo confessava não haver indícios, provas suficientes das supostas irregularidades governamentais. Ela também chamou Temer e Cunha de chefes da conspiração, referindo-se amplamente ao vazamento de uma gravação do vice-presidente, em que ele praticamente se assumiu como o novo presidente. Segundo Dilma, esse áudio era um atentado à democracia e à Constituição.

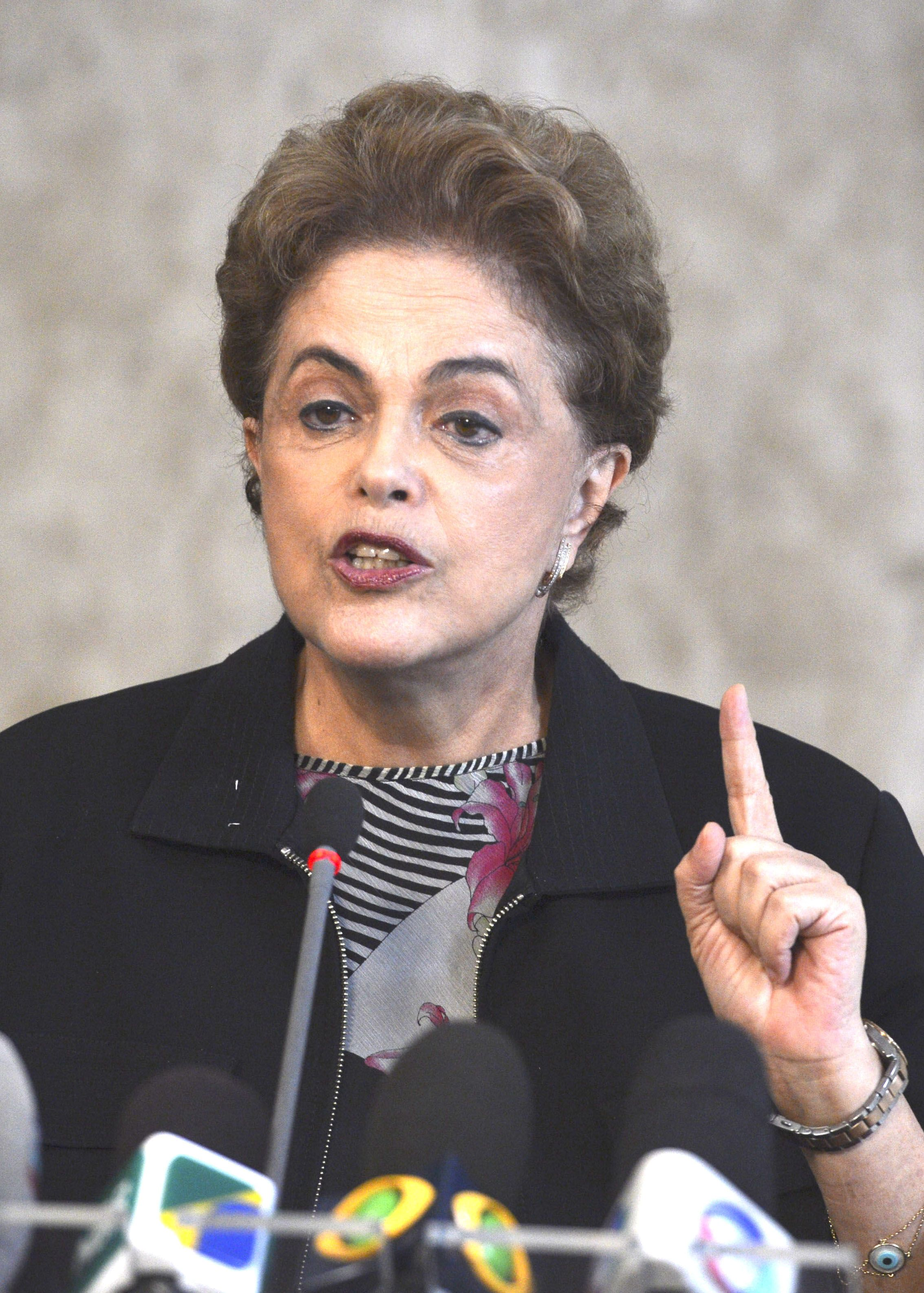
Dilma durante entrevista coletiva, na qual negou que renunciaria, em 11 de março de 2016.

No dia 18 de abril, Dilma concedeu a primeira entrevista após a votação na Câmara. Ela declarou que enfrentaria todo o processo e não desistiria de se defender no Senado, classificando o processo como "golpe", "injustiça" e "conspiração". Ela disse que não era o começo do fim, que era apenas o começo de uma luta longa e demorada e que a importância dessa luta residia no envolvimento não do mandato dela, mas da democracia. Além disso, nas suas palavras, ela não viu uma discussão sobre crime de responsabilidade no plenário. Dilma também reclamou da falta de estabilidade política nos quinze meses anteriores, atribuindo-a a Cunha e às suas "pautas-bombas". Dilma disse que o diálogo com os senadores era diferente daquele feito com os deputados e que seria "muito qualificado". Se conseguisse parar o processo, ela pretendia começar um novo governo, contando com o apoio do Congresso para que isso ocorresse.
Em 22 de abril, a presidente fez um discurso na ONU, ao participar da cerimônia de assinatura do Acordo de Paris. O discurso durou quarenta minutos, mas apenas quinze segundos foram usados para falar da crise brasileira. "O País soube vencer o autoritarismo e construir uma pujante democracia e, hoje, tem um povo trabalhador e com grande apreço pela liberdade. Saberá, não tenho dúvidas, impedir quaisquer retrocessos. Sou grata a todos os líderes que expressaram a mim sua solidariedade", disse ela. Após este pronunciamento, Dilma deu uma entrevista a jornalistas estrangeiros e classificou abertamente como golpe o processo que vinha sofrendo, na tentativa de obter apoio internacional. Ela disse que não havia base legal no processo e, caso perdesse seu cargo, pretendia recorrer à cláusula democrática do Mercosul.
Em 12 de maio, após ser afastada do seu cargo pelos senadores, Dilma fez um discurso no Palácio do Planalto. Segundo ela, o processo envolvia o respeito às urnas, a vontade soberana do povo brasileiro e a Constituição; e resultava de uma oposição inconformada com a derrota nas urnas, que passou a conspirar abertamente para impedi-la de governar. Ela considerou o processo um dos desafios mais dolorosos que já enfrentou, ao lado da tortura e do câncer, mas disse que iria lutar com todos os instrumentos legais para exercer o seu mandato até o fim, acrescentando que o maior risco para o país era ser dirigido por um governo "sem voto, que não tem legitimidade". Dilma também frisou que os atos dos quais era acusada não eram crimes, sendo até mesmo corriqueiros.

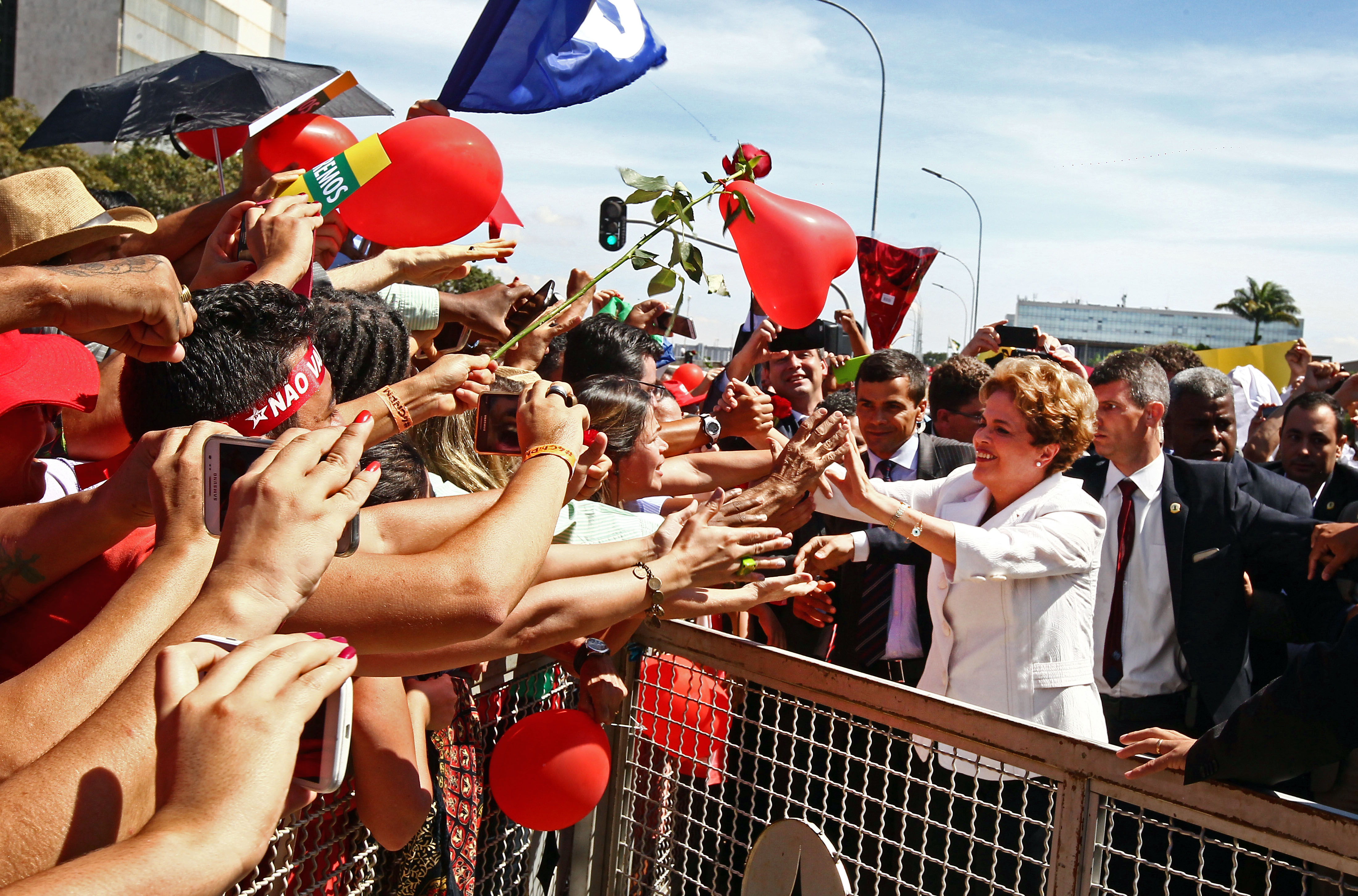
Dilma vai ao encontro de simpatizantes em frente ao Palácio do Planalto após ser afastada, em 12 de maio.

Em 8 de junho, a presidente enviou ao STF a resposta à interpelação judicial feita por um grupo de deputados no mês anterior. Eles questionaram as várias falas de Dilma em que ela classificou o processo de impedimento como um golpe, levando a ministra Rosa Weber a estipular um prazo para a manifestação da acusada. Dilma afirmou que a sua convicção se fundamentava nos escritos de juristas e cientistas políticos brasileiros e estrangeiros, bem como em artigos e editoriais de jornais de todo o mundo.
Esse texto de defesa foi assinado por Cardozo e apresentou pontos de vista históricos e políticos como a motivação do golpe, além de citar o incômodo do governo interino ao ter que lidar com essa palavra, como se fosse uma verdade a ser ocultada. A presidente também mencionou as gravações de Machado, as quais teriam deixado claro que a intenção do processo sempre foi afastar um presidente que permitia as investigações sobre a corrupção "de forma autônoma e republicana". A resposta se completou declarando que a presidente não poderia negar a sua história de resistência à repressão e se submeter a intimidações. No dia 16 de junho, a ministra Weber determinou o arquivamento do processo.
Em 31 de agosto, após sofrer o impedimento e perder seu cargo em definitivo, Dilma classificou a decisão do Senado de "grande injustiça" e anunciou que iria recorrer da decisão em todas as instâncias possíveis. "Esta história não acaba assim. Estou certa de que a interrupção deste processo pelo golpe de estado não é definitiva. Nós voltaremos. Voltaremos para continuar nossa jornada rumo a um Brasil em que o povo é soberano", afirmou. Ela voltou a dizer que não cometeu crime de responsabilidade e que era inocente. Em sua fala, ela relembrou a eleição do ex-presidente Luiz Inácio Lula da Silva e o golpe militar de 1964, quando era militante. Ao fim do discurso, Dilma não disse adeus. "Tenho certeza de que posso dizer até daqui a pouco!", completou.
Em 2023, o Tribunal Regional Federal da 1ª Região (TRF-1) arquivou um processo de improbidade administrativa contra Dilma Rousseff por causa das "pedaladas fiscais", que foram um dos motivos do impeachment. O relator do caso, juiz Saulo Casali Bahia, afirmou que, por lei, como Dilma era presidente na época dos fatos, ela não poderia responder por improbidade administrativa - no caso dela, caberia apenas um processo de impeachment, pelo qual já foi punida pelo Congresso Nacional. 

### Ministros e ex-ministros do STF
Em 23 de março de 2016, Dias Toffoli, Ministro do Supremo Tribunal Federal e Presidente do Tribunal Superior Eleitoral, afirmou que o processo de impeachment contra a presidente Dilma era previsto na Constituição e nas leis brasileiras. "Não se trata de um golpe. Todas as democracias têm mecanismos de controle e o processo de impeachment é um tipo de controle", explicou. Na mesma data, a ministra Carmen Lúcia contestou a presidente Dilma Rousseff, a qual afirmou que o processo de impeachment contra ela era "ilegal" e "ilegítimo" e que havia um golpe em andamento. Segundo a ministra, o processo do impeachment não seria um golpe se a Constituição fosse respeitada. A ministra ainda defendeu a Operação Lava Jato ao afirmar que eram observadas rigorosamente a Constituição e as leis.
Para o ex-ministro Ayres Britto, o impeachment é legal e está na Constituição. De acordo com Ayres, "A presidente pode perder o cargo, por exemplo, em processo de impeachment, em ação penal comum, em ação de improbidade administrativa. Nada disso é golpe. Segundo a Constituição, a legitimidade de um presidente depende de dois fatores: da sua investidura e do exercício do cargo. A investidura é a voz das urnas, mas ela não é suficiente. Há também o exercício, a presidente tem que se legitimar o tempo todo. Se se deslegitima, perde o cargo, nos casos dos artigos 85 e 86 da Constituição. Mas é fundamental não preterir o contraditório, a ampla defesa — que não é curta — o devido processo legal. A pureza dos fins e a pureza dos meios estão enlaçados umbilicalmente, não se pode romper o cordão umbilical nesses casos".
Em 24 de março, o ministro decano Celso de Mello defendeu que o impeachment não era um golpe e criticou as declarações do ex-presidente Lula sobre a Lava Jato. Ao ser questionado por uma ativista sobre o impeachment, disse: "Essa resposta eu já dei no julgamento em dezembro de 2015, no Supremo Tribunal Federal (STF). Disse que o impeachment não pode ser reduzido a um mero golpe de estado porque o impeachment é um instrumento previsto na Constituição, que estabelece regras básicas. Se essas regras foram respeitadas, obviamente o impeachment não pode ser considerado um ato de arbítrio político e violência política". "É um instrumento legítimo pelo qual se objetiva viabilizar a responsabilização política de qualquer presidente da República, não importa quem seja, não importa a qual partido esta pessoa esteja filiada", completou.
Apenas o delinquente esbraveja, grita, buscando encontrar apoio para evitar que a Constituição seja rigorosamente observada.— Eros Grau, em 26 de março de 2016.
Em 26 de março, o ex-ministro do STF, Eros Grau, alertou que classificar o processo de impeachment como golpe seria uma agressão à Constituição brasileira, e defendeu a legalidade de um julgamento. Para o ex-ministro, "Quem não é criminoso enfrenta com dignidade o devido processo legal, exercendo o direito de provar não ter sido agente de comportamento delituoso". E continuou: "Quem procedeu corretamente não teme enfrentar o julgamento do Senado Federal. Já o delinquente faz de tudo procurando escapar do julgamento". Pela tese de Graus, o simples medo do julgamento é uma "evidência de delinquência".
No dia 28 de março, o Presidente do STF, Ricardo Lewandowski, ao lhe perguntarem se o impeachment se tratava de golpe, afirmou que "golpe é uma expressão que pertence ao mundo da política. Nós aqui usamos apenas expressões do mundo jurídico". Para o ministro Luís Roberto Barroso, "Impeachment não é golpe, é um mecanismo previsto na Constituição para afastamento do presidente. Evidentemente, impõe-se o respeito à Constituição e às normas. Nesse fla-flu, o Supremo não tem lado. O Supremo é um árbitro". Por outro lado, em 30 de março, o ministro Marco Aurélio Mello afirmou: "Se não houver fato jurídico que respalde o processo de impedimento, esse processo não se enquadra em figurino legal e transparece como golpe".
Em 20 de abril de 2016, os ministros se manifestaram repudiando os comentários de Dilma de que o impeachment, da forma como ocorreu, era um "golpe". Segundo os ministros Celso de Mello e Gilmar Mendes, os processos foram legais. Celso e Gilmar observaram que o processo seguiu a Constituição e as regras definidas pelo próprio STF. O ministro decano Celso chegou a dizer que era equívoco gravíssimo falar em golpe e que seria estranho se a presidente fosse ao exterior defender esse argumento.
Em 12 de maio de 2016, o ex-presidente do STF Joaquim Barbosa afirmou que os motivos apontados para a abertura do processo não justificavam o impeachment da Presidente da República. O ex-ministro também se manifestou favorável à realização de nova eleição presidencial no Brasil e comentou sobre a votação no Senado Federal que afastou a presidente Dilma Rousseff da seguinte forma: "...aquilo ali era pura encenação pra justificar a tomada do poder". Em seguida, manifestou sua preocupação com a instabilidade institucional gerada dizendo: "...meu temor é que seja fácil, banal e trivial daqui pra frente se tirar um presidente da república, basta que ele contrarie os interesses de meia dúzia de parlamentares poderosos".

## Na cultura
O impeachment foi tema de diversos filmes e documentários:
- O Processo — dirigido por Maria Augusta Ramos, o documentário relata todo o processo de impeachment no Senado, após a Câmara dos Deputados ter aprovado o processo. O filme mostra mais detalhadamente os esforços da defesa de Dilma, isto é, dos senadores petistas e do advogado José Eduardo Cardozo para tentar evitar o impeachment.[256] Foi lançado em 2018.
- Não vai ter golpe! — dirigido por Alexandre Santos e Fred Rauh, o documentário relata as manifestações populares em favor do impeachment, a atuação do MBL e os bastidores da protocolização do pedido.
- Excelentíssimos —  documentário de Douglas Duarte lançado no Festival de Brasília de 2018, mostra a articulação de deputados pró e contra impeachment por meio de entrevistas e imagens de arquivo.[257]
- Democracia em Vertigem — Com estreia na Netflix em 19 de junho de 2019, o filme dirigido por Petra Costa narra a história recente da democracia brasileira, após o fim da ditadura militar e a ascensão e queda da esquerda no país. O filme mostra os governos Lula e Dilma, seguido pelo impeachment de Dilma, a denúncia contra Michel Temer, a prisão de Lula e a eleição de Jair Bolsonaro em 2018.[258]
- Alvorada - dirigido por Anna Muylaert e Lô Politi, o documentário mostra o dia a dia de Dilma no Palácio da Alvorada, após ter sido afastada provisoriamente da Presidência, enquanto aguarda o julgamento final do impeachment pelo Senado. Foi lançado em 2021.[259]
- 8 Presidentes 1 Juramento - A História de um Tempo Presente - Dirigido por Carla Camuratti e Mário Andrada, o documentário mostra, através de imagens de arquivo nacionais e internacionais, a história da política no Brasil desde o movimento das Diretas Já até o início do governo de Jair Bolsonaro. O impeachment de Dilma é mostrado em parte do filme. Foi lançado no Globoplay em 2021.[260]